# Campeonato Brasileiro de Futebol de 2015 - Série D
A Série D do Campeonato Brasileiro de Futebol de 2015 foi a sétima edição da competição de futebol profissional equivalente à quarta divisão no Brasil. Voltou a ser disputada por 40 equipes, que se classificaram através dos campeonatos estaduais e outros torneios realizados por cada federação estadual.
O Botafogo-SP conquistou o seu primeiro título nacional após vencer o River-PI por 3–2 no placar agregado, após vitória por esse placar no jogo de ida, em Ribeirão Preto, e empate em 0–0 na volta, em Teresina. Ambas as equipes, além dos semifinalistas Remo e Ypiranga de Erechim, foram os clubes promovidos para a Série C de 2016.

## Critérios de classificação
A Confederação Brasileira de Futebol estipulou que as 40 vagas para a disputa da Série D em 2015 seriam distribuídas da seguinte forma:
- Os quatro rebaixados da Série C 2014;
- Os nove primeiros estados no Ranking Nacional das Federações, divulgado pela CBF, tiveram direito a dois representantes cada, indicados através do desempenho nos Campeonatos Estaduais ou outros torneios realizados por cada federação estadual;
- Os demais 18 estados tiveram um representante cada, indicados através do desempenho nos campeonatos estaduais ou outros torneios realizados por cada federação estadual.

Em caso de desistência, a vaga seria ocupada pelo clube da mesma federação melhor classificado, ou então, pelo clube apontado pela federação estadual. Se o estado não indicasse nenhum representante, a vaga seria repassada ao melhor estado seguinte posicionado no Ranking Nacional das Federações, que indicaria uma equipe a ocupar o mesmo grupo da equipe original. Caso a vaga ainda ficasse em aberto, seria transferida ao segundo estado seguinte e melhor colocado no ranking, e assim sucessivamente. O limite de usufruto de vaga repassada é de uma por federação.
As equipes que disputam a Série D geralmente são definidas pelo seu posicionamento na tabela de classificação de seus respectivos campeonatos estaduais. Quando nos estaduais existe algum participante que já disputa alguma divisão superior do Campeonato Brasileiro (Séries A, B ou C), a classificação para a Série D se dá a seguinte equipe melhor posicionada na tabela de classificação. Em alguns estados, os campeonatos locais servem apenas como classificação para a Copa do Brasil da temporada subsequente. A federação destes estados prefere realizar algum torneio paralelo ao estadual propriamente dito, para definir seu(s) representante(s) na Série D do Campeonato Brasileiro.

## Formato de disputa
Na primeira fase os 40 clubes foram divididos em oito grupos com cinco clubes cada, agrupados regionalmente. Os dois primeiros de cada grupo classificaram-se à segunda fase, onde estes 16 clubes restantes jogaram em sistema eliminatório em jogos de ida e volta – iniciando-se nas oitavas de final – onde classificaram-se os clubes com melhor resultado agregado, considerando vitórias e gols marcados como visitante. Na terceira fase (quartas de final), os oito clubes restantes novamente jogaram em sistema eliminatório, idêntico ao da fase anterior, classificando-se os vencedores para as semifinais. Os clubes com melhor campanha jogaram a segunda partida em seu estádio.
Os quatro semifinalistas conquistaram o direito de disputar a Série C de 2016. Os vencedores das semifinais jogam as finais em ida e volta, com o clube de melhor campanha realizando a partida decisiva em seus domínios. O melhor resultado agregado nas finais definiu o campeão da Série D de 2015.

## Transmissão
A partir desta edição, o Esporte Interativo adquiriu os direitos de transmissão, tornando-se a primeira emissora de televisão a exibir o torneio. A partir das oitavas de final, a TV Brasil também passou a transmitir a competição em sinal aberto.

## Participantes
| Equipe              | Cidade               | Estado | Como se classificou                                  | Estádio (mando)           | Capacidade | Títulos        |
| ------------------- | -------------------- | ------ | ---------------------------------------------------- | ------------------------- | ---------- | -------------- |
| Aparecidense        | Aparecida de Goiânia | GO     | Melhor colocado do Estadual 2015                     | Annibal Batista de Toledo | 4 800      | 0 (não possui) |
| Botafogo-SP         | Ribeirão Preto       | SP     | 2º melhor colocado do Estadual 2015                  | Santa Cruz                | 29 292     | 0 (não possui) |
| Caldense            | Poços de Caldas      | MG     | Melhor colocado no Estadual 2015                     | Ronaldão                  | 7 600      | 0 (não possui) |
| Campinense          | Campina Grande       | PB     | Campeão do Estadual 2015                             | Amigão                    | 19 000     | 0 (não possui) |
| Central             | Caruaru              | PE     | Melhor colocado do Estadual 2015                     | Luiz José de Lacerda      | 19 478     | 0 (não possui) |
| Colo Colo           | Ilhéus               | BA     | 4º colocado do Estadual 2015                         | Mário Pessoa              | 4 296      | 0 (não possui) |
| Comercial-MS        | Campo Grande         | MS     | Campeão do Estadual 2015                             | Moreninhas                | 4 500      | 0 (não possui) |
| Coruripe            | Coruripe             | AL     | Melhor colocado do Estadual 2015                     | Gerson Amaral             | 5 000      | 0 (não possui) |
| CRAC                | Catalão              | GO     | 19º colocado da Série C de 2014                      | Genervino da Fonseca      | 7 500      | 0 (não possui) |
| Duque de Caxias     | Duque de Caxias      | RJ     | 20º colocado da Série C de 2014                      | Marrentão                 | 3 334      | 0 (não possui) |
| Estanciano          | Estância             | SE     | Melhor colocado do Estadual 2015                     | Francão                   | 8 000      | 0 (não possui) |
| Foz do Iguaçu       | Foz do Iguaçu        | PR     | 2º melhor colocado do Estadual 2015                  | Estádio do ABC            | 6 968      | 0 (não possui) |
| Gama                | Gama                 | DF     | Campeão do Metropolitano 2015                        | Bezerrão                  | 20 310     | 0 (não possui) |
| Globo               | Ceará-Mirim          | RN     | Melhor colocado do Estadual 2015                     | Barretão                  | 10 068     | 0 (não possui) |
| Goianésia           | Goianésia            | GO     | 2º melhor colocado no Estadual 2015                  | Valdeir José de Oliveira  | 4 000      | 0 (não possui) |
| Guarani de Juazeiro | Juazeiro do Norte    | CE     | Melhor colocado do Estadual 2015                     | Romeirão                  | 15 000     | 0 (não possui) |
| Imperatriz          | Imperatriz           | MA     | Campeão do Estadual 2015                             | Frei Epifânio             | 10 000     | 0 (não possui) |
| Inter de Lages      | Lages                | SC     | 2º melhor colocado na primeira fase do Estadual 2015 | Vidal Ramos Júnior        | 6 000      | 0 (não possui) |
| Lajeadense          | Lajeado              | RS     | Campeão da Super Copa Gaúcha de 2014                 | Arena Alviazul            | 5 000      | 0 (não possui) |
| Metropolitano       | Blumenau             | SC     | Melhor colocado na primeira fase do Estadual 2015    | Bernardo Werner           | 3 624      | 0 (não possui) |
| Nacional-AM         | Manaus               | AM     | Campeão do Estadual 2014                             | Arena da Amazônia         | 44 000     | 0 (não possui) |
| Náutico-RR          | Caracaraí            | RR     | Campeão do Estadual 2015                             | Ribeirão                  | 1 500      | 0 (não possui) |
| Operário VG         | Várzea Grande        | MT     | Melhor colocado do Estadual 2015                     | Arena Pantanal            | 44 000     | 0 (não possui) |
| Operário-PR         | Ponta Grossa         | PR     | Campeão do Estadual 2015                             | Germano Krüger            | 8 832      | 0 (não possui) |
| Palmas[a]           | Palmas               | TO     | 4º colocado do Estadual 2014                         | Nilton Santos             | 10 000     | 0 (não possui) |
| Red Bull Brasil     | Campinas             | SP     | Melhor colocado do Estadual 2015                     | Moisés Lucarelli          | 17 728     | 0 (não possui) |
| Remo                | Belém                | PA     | Campeão do Estadual 2015                             | Mangueirão                | 45 007     | 0 (não possui) |
| Resende             | Resende              | RJ     | Campeão da Copa Rio de 2014                          | Estádio do Trabalhador    | 4 600      | 0 (não possui) |
| Rio Branco-AC       | Rio Branco           | AC     | Campeão do Estadual 2015                             | Arena da Floresta         | 13 700     | 0 (não possui) |
| Rio Branco-ES       | Vitória              | ES     | Campeão do Estadual 2015                             | Kléber Andrade            | 20 000     | 0 (não possui) |
| River-PI            | Teresina             | PI     | Campeão do Estadual 2015                             | Albertão                  | 52 296     | 0 (não possui) |
| Santos-AP           | Macapá               | AP     | Campeão do Estadual 2014                             | Zerão                     | 13 680     | 0 (não possui) |
| São Caetano         | São Caetano do Sul   | SP     | 17º colocado da Série C de 2014                      | Anacleto Campanella       | 16 744     | 0 (não possui) |
| Serra Talhada       | Serra Talhada        | PE     | 5º colocado do Estadual 2015                         | Pereirão                  | 5 000      | 0 (não possui) |
| Serrano-BA[b]       | Porto Seguro         | BA     | 3° colocado da Copa Governador 2014                  | Agnaldo Bento             | 3 000      | 0 (não possui) |
| Treze               | Campina Grande       | PB     | 18º colocado da Série C de 2014                      | Presidente Vargas         | 5 000      | 0 (não possui) |
| Vilhena             | Vilhena              | RO     | Campeão do primeiro turno do Estadual 2015           | Portal da Amazônia        | 2 500      | 0 (não possui) |
| Villa Nova          | Nova Lima            | MG     | 2º melhor colocado no Estadual 2015                  | Castor Cifuentes          | 5 160      | 0 (não possui) |
| Volta Redonda       | Volta Redonda        | RJ     | Melhor colocado do Estadual 2015                     | Raulino de Oliveira       | 20 255     | 0 (não possui) |
| Ypiranga-RS         | Erechim              | RS     | Melhor colocado do Estadual 2015                     | Colosso da Lagoa          | 30 000     | 0 (não possui) |

- a. ^  O Interporto, campeão do Estadual de 2014, o Tocantinópolis (2º colocado) e o Gurupi (3º) desistiram da vaga e esta foi repassada ao Palmas, 4° colocado.[15]
- b. ^  A Jacuipense, vice-campeã da Copa Governador do Estado da Bahia de 2014, desistiu da vaga e esta foi repassada ao Serrano, 3° colocado da Copa Governador de 2014.[16][17]

## Estádios

Agnaldo Bento
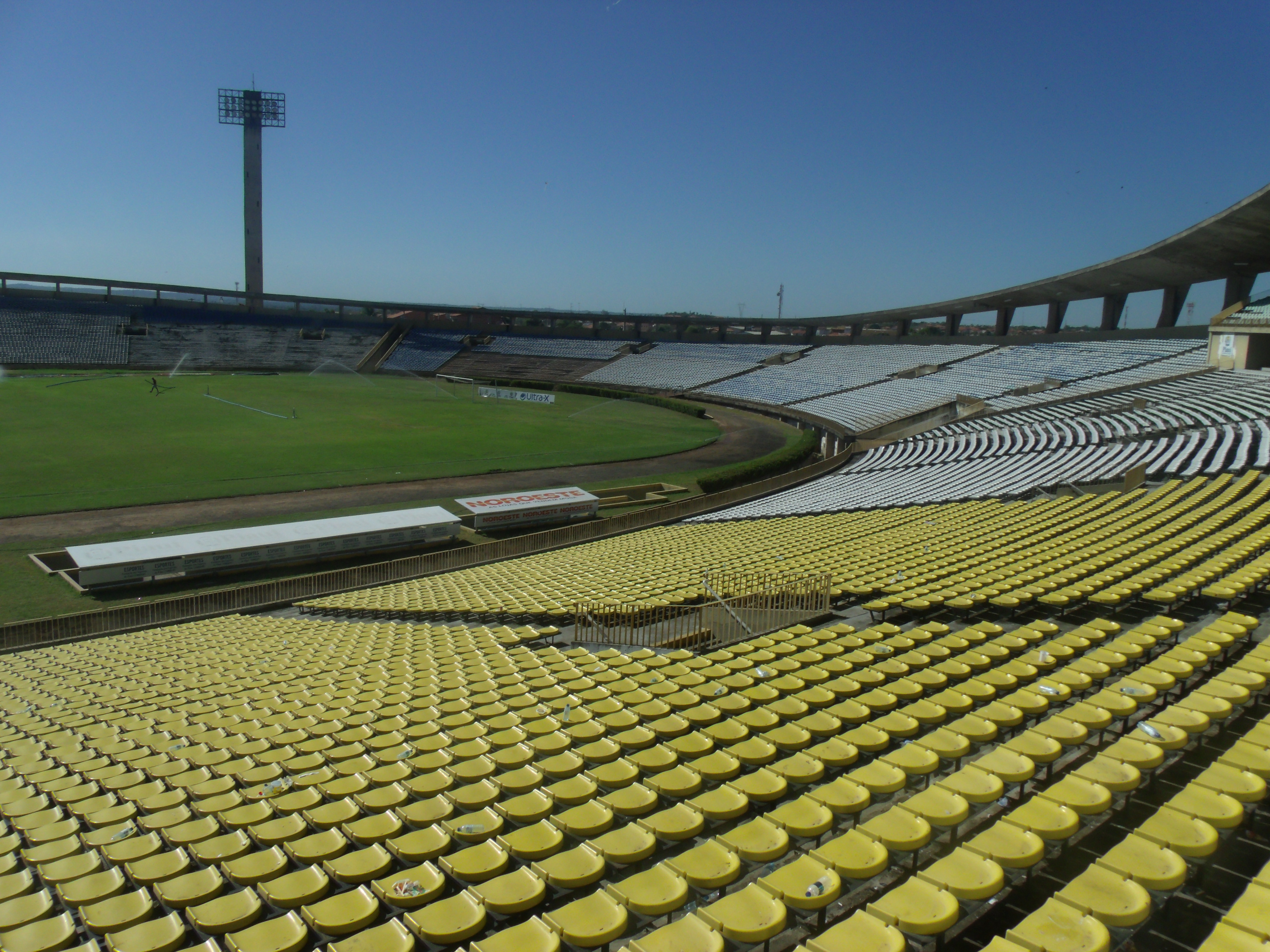
Albertão
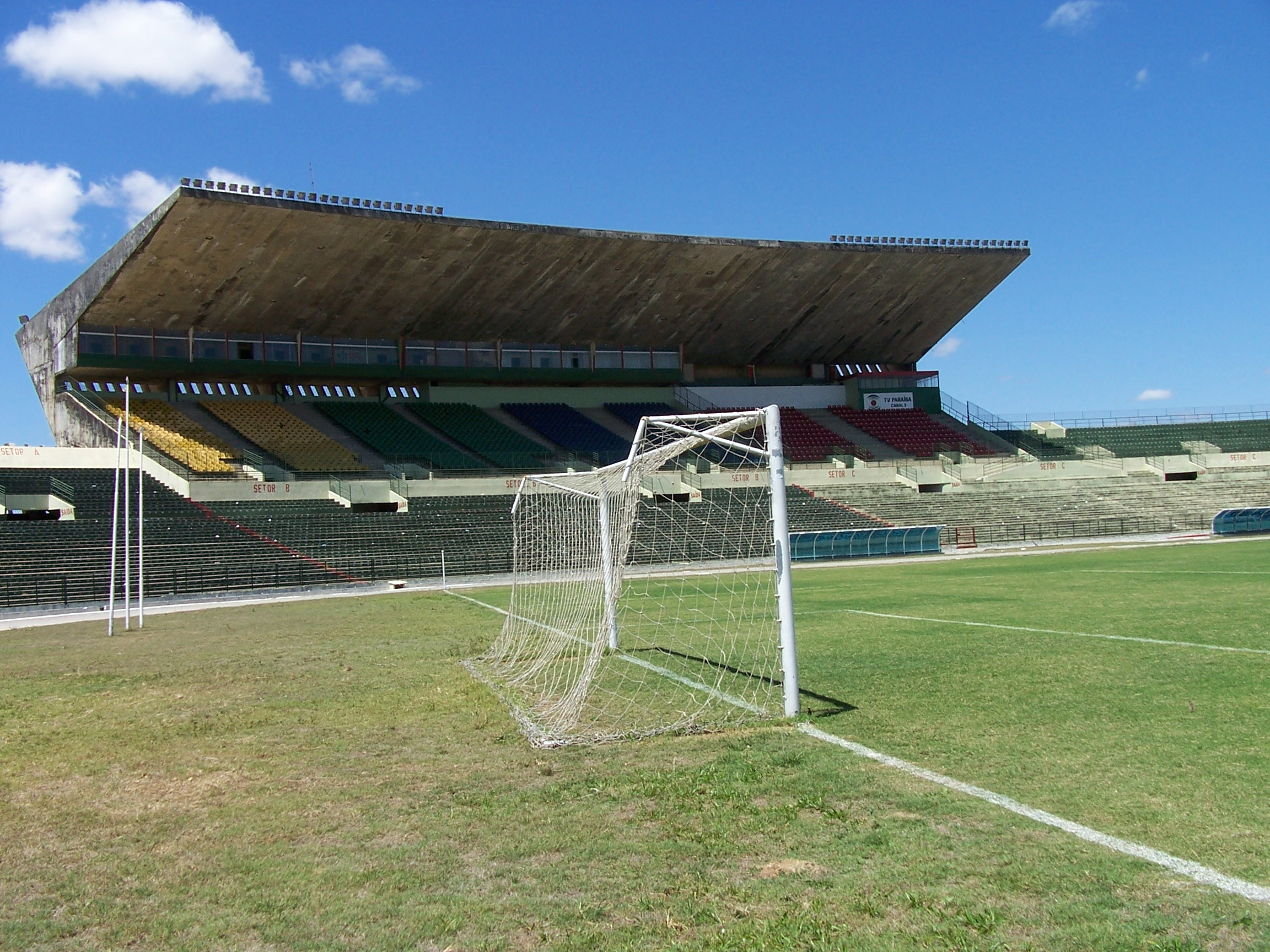
Amigão
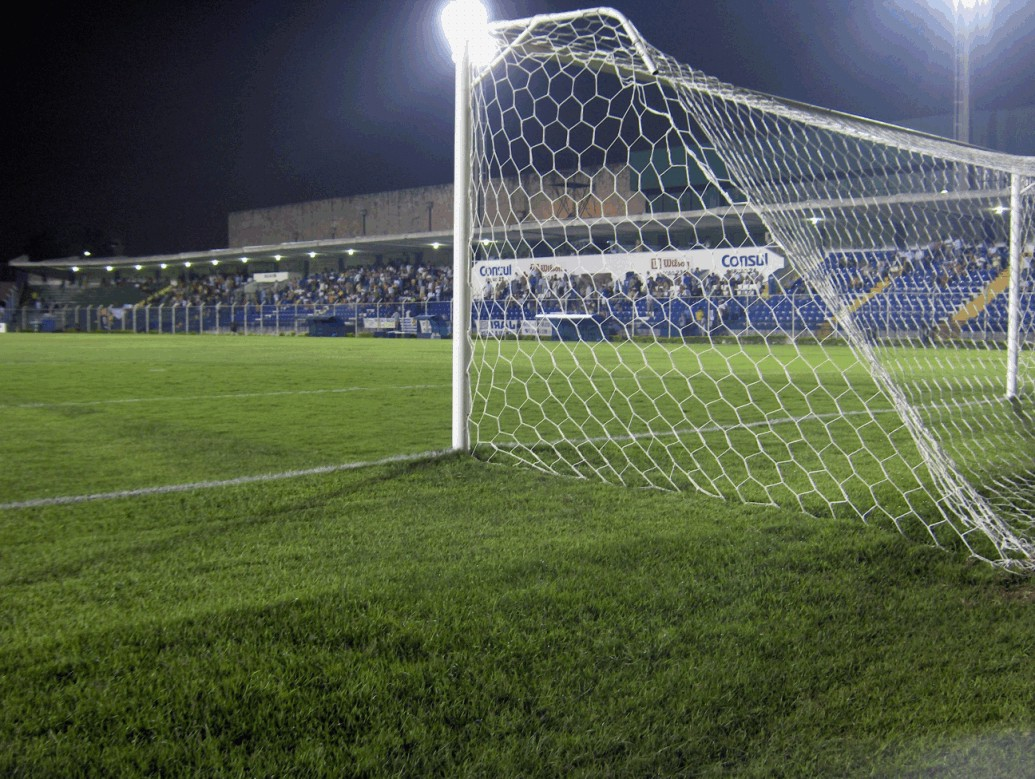
Anacleto Campanella
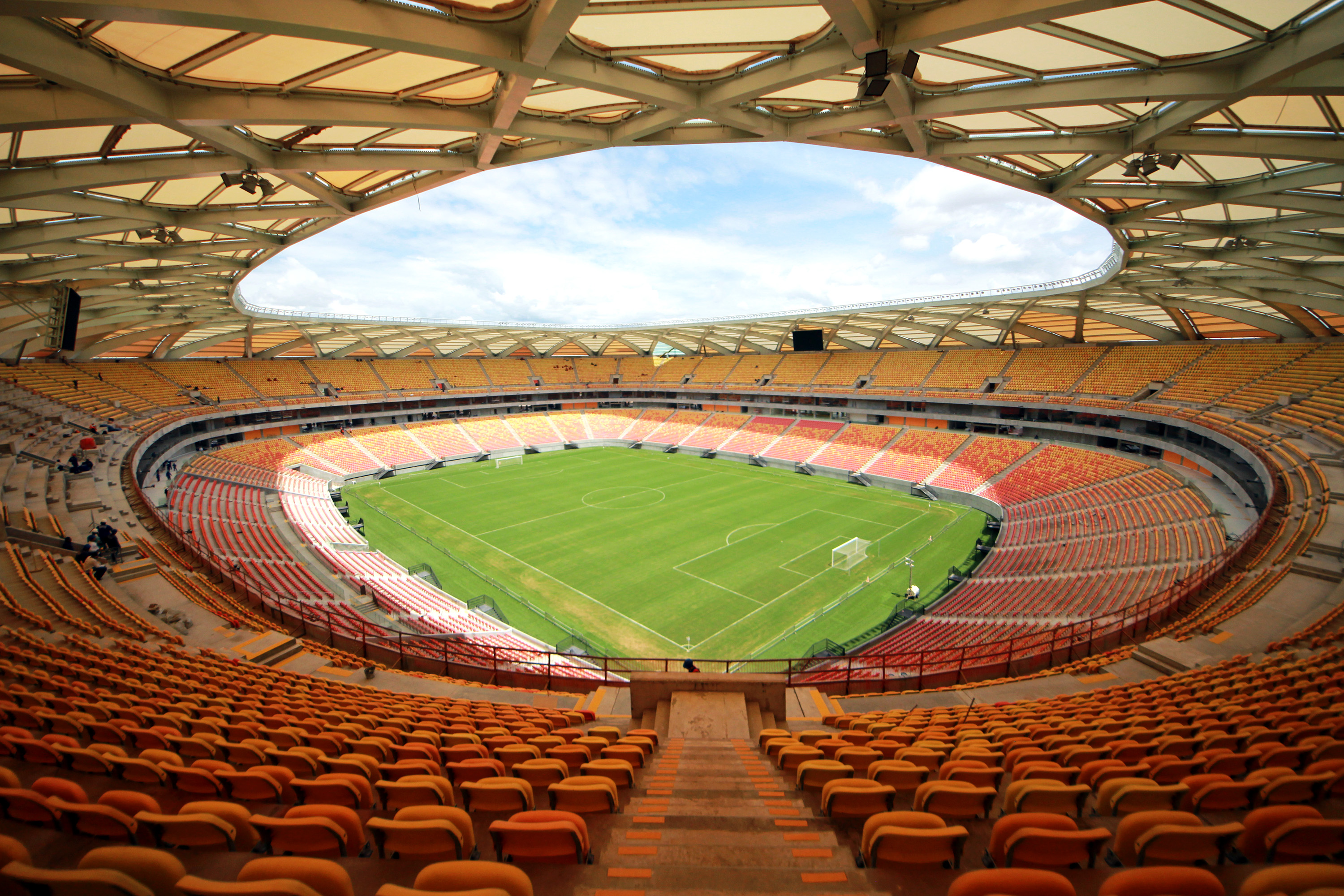
Arena da Amazônia
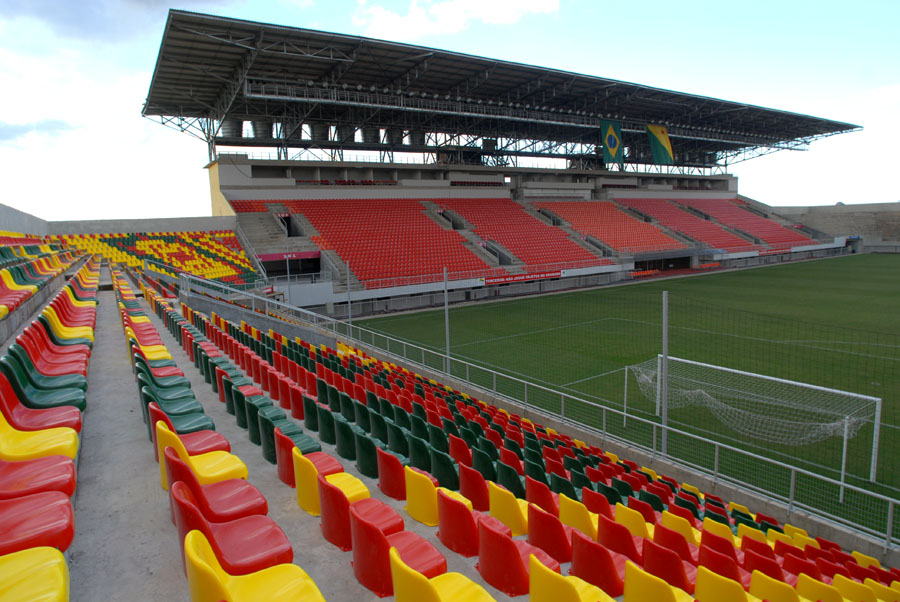
Arena da Floresta
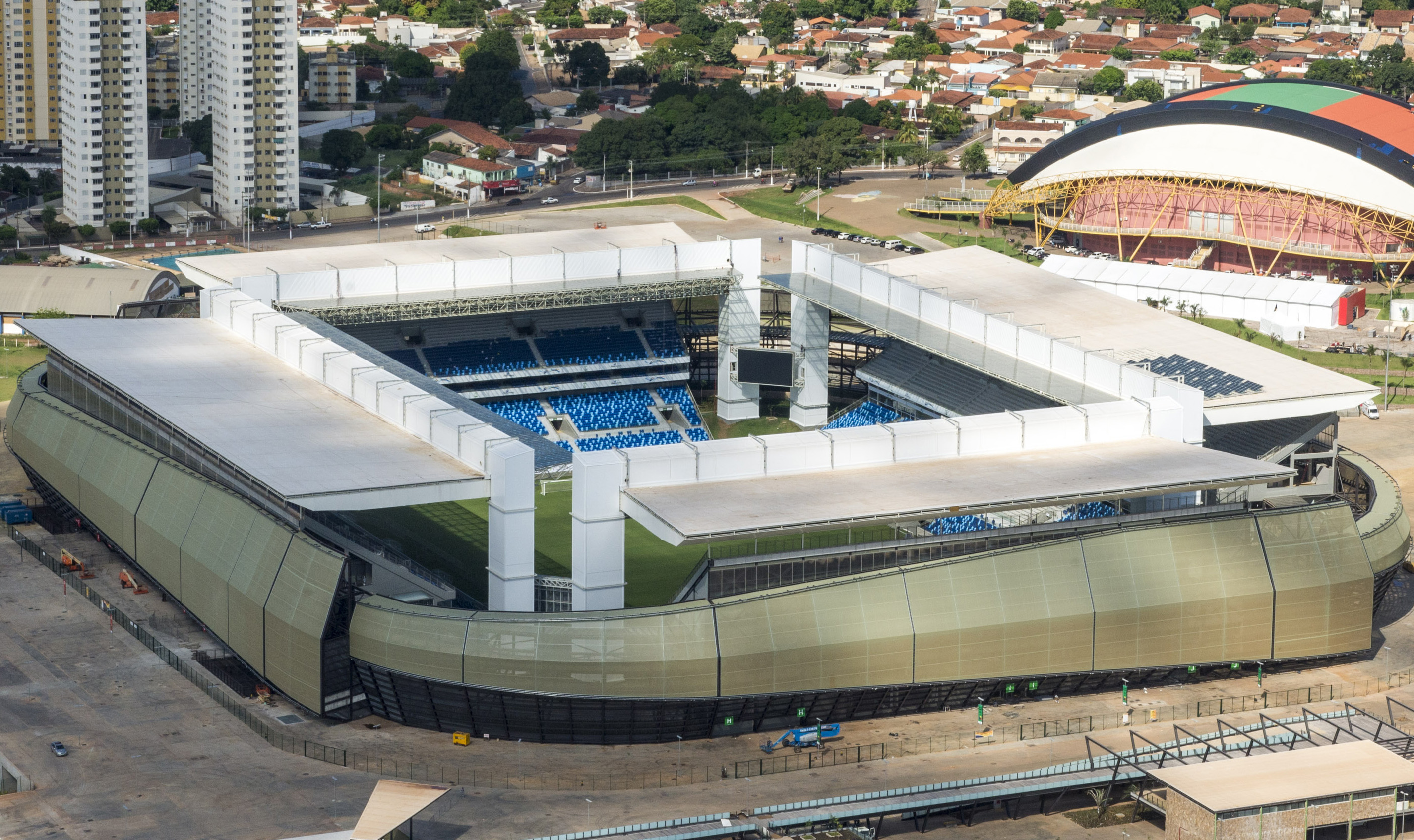
Arena Pantanal
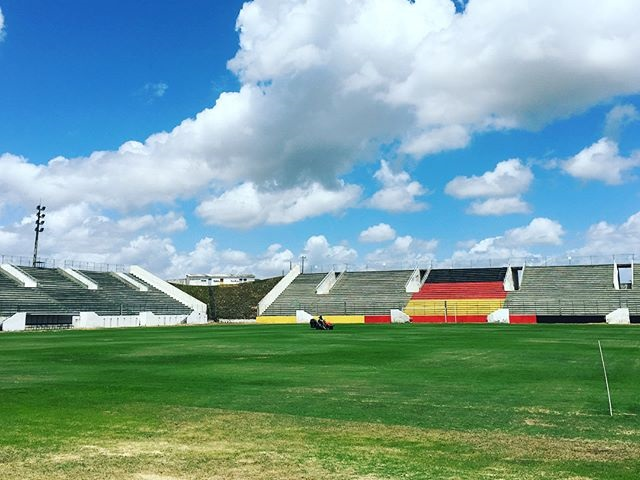
Barretão
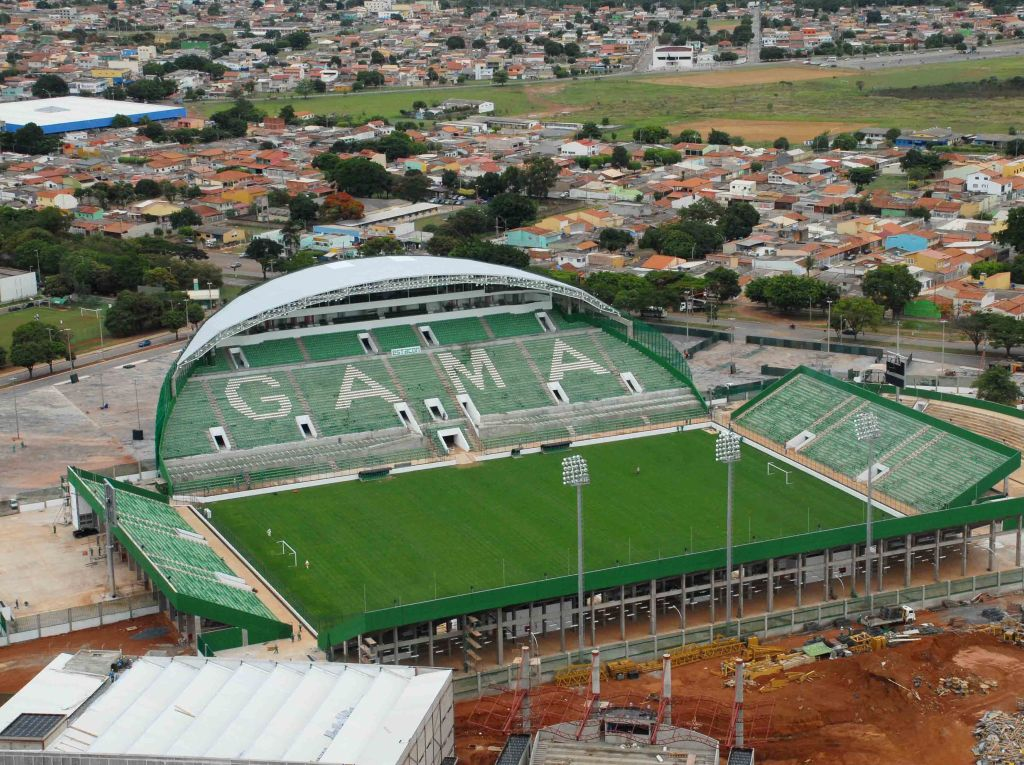
Bezerrão
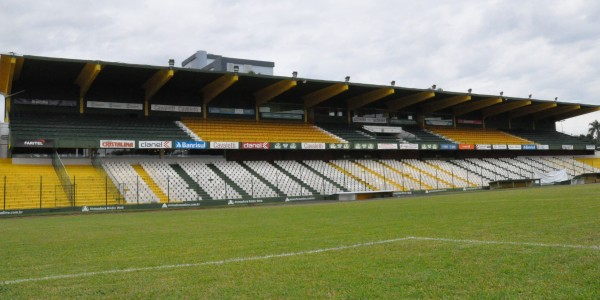
Colosso da Lagoa
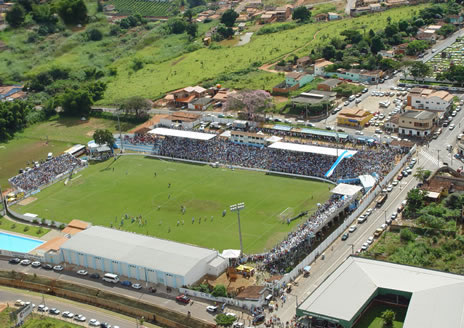
Genervino da Fonseca
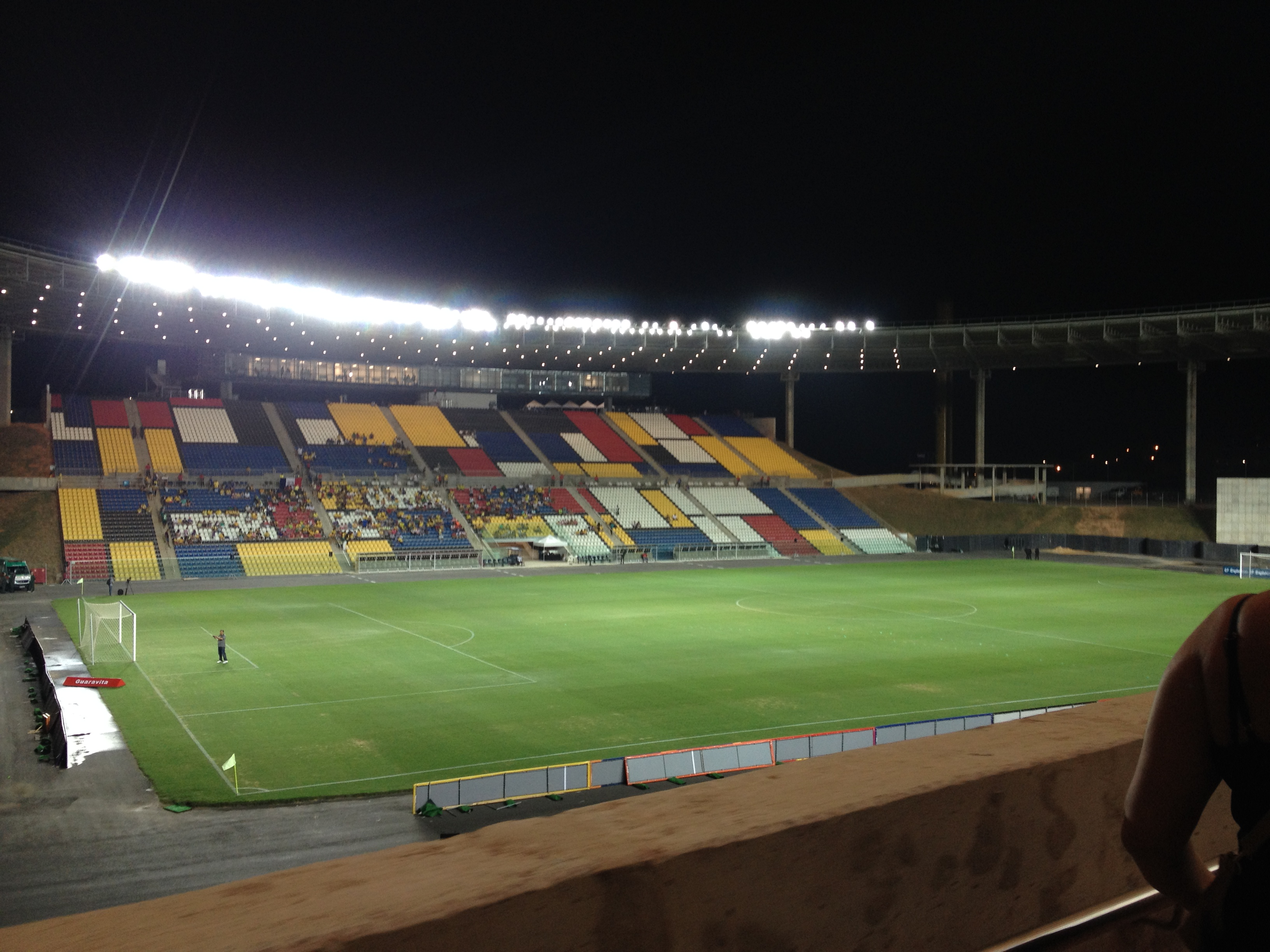
Kléber Andrade
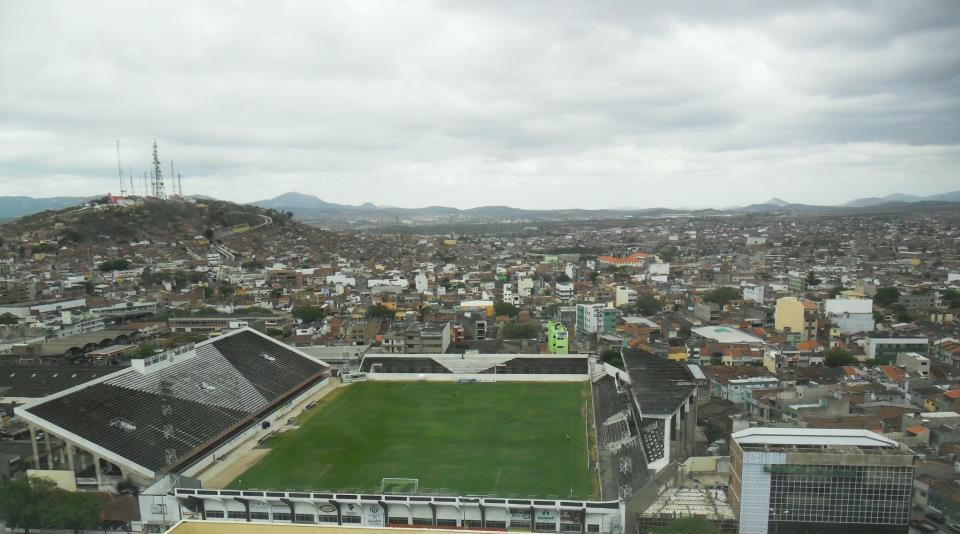
Luiz José de Lacerda
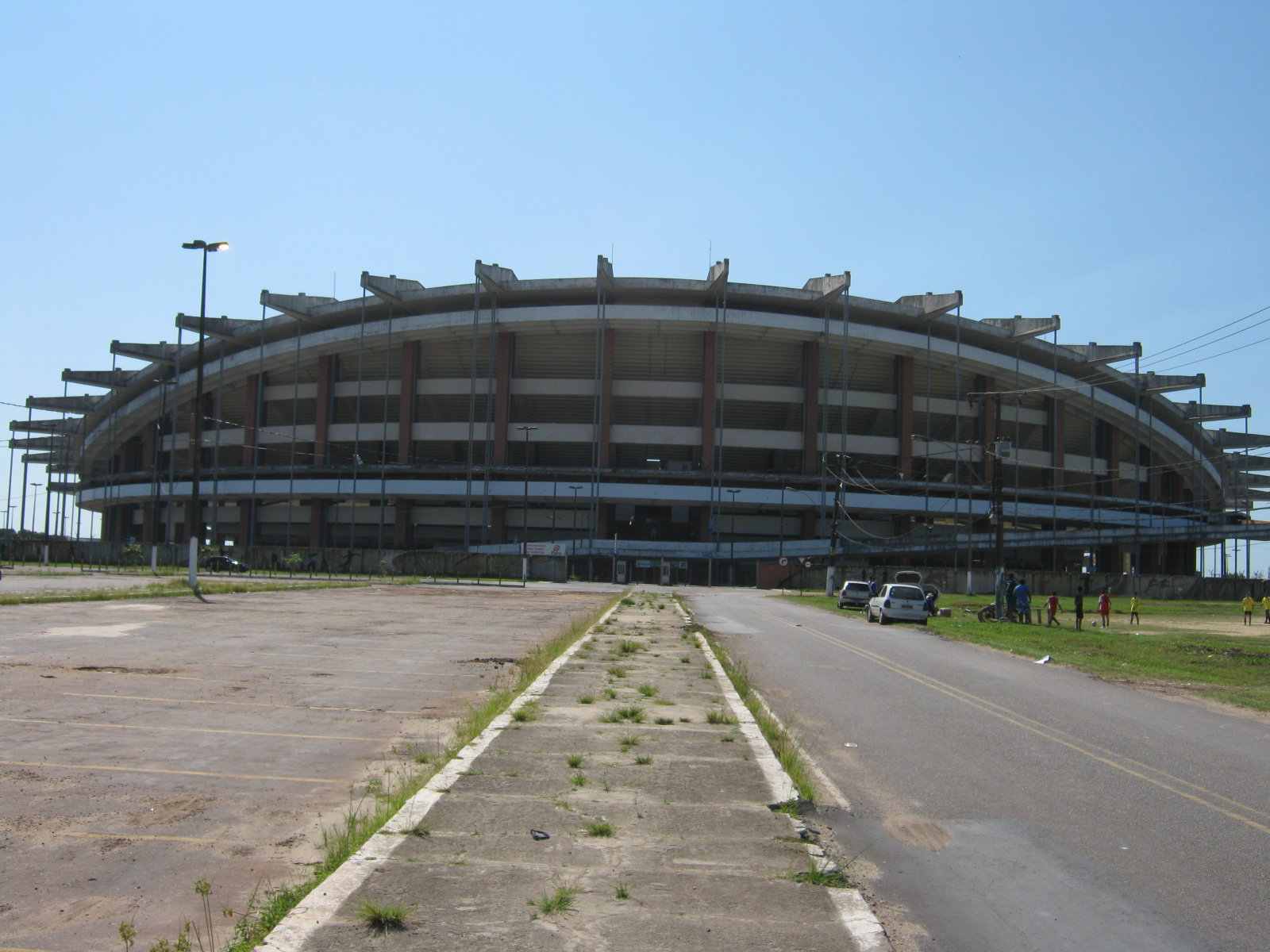
Mangueirão
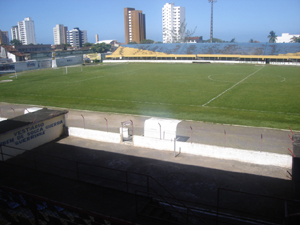
Mário Pessoa
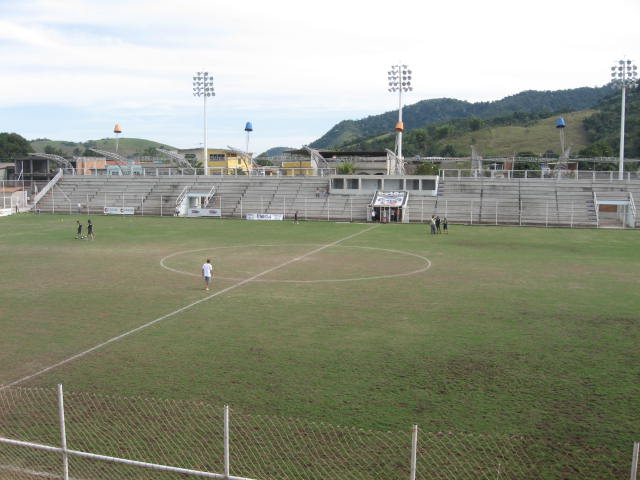
Marrentão
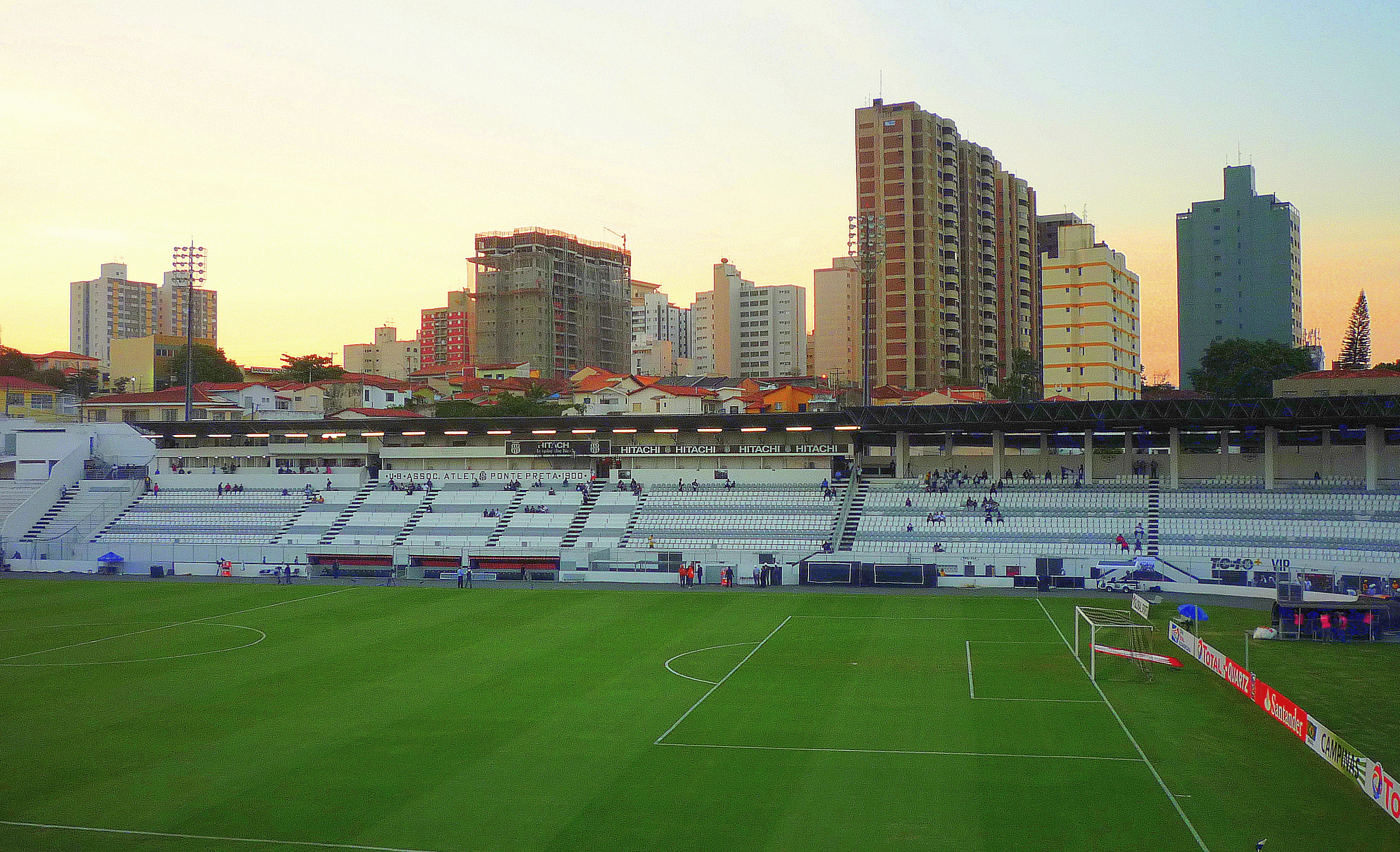
Moisés Lucarelli
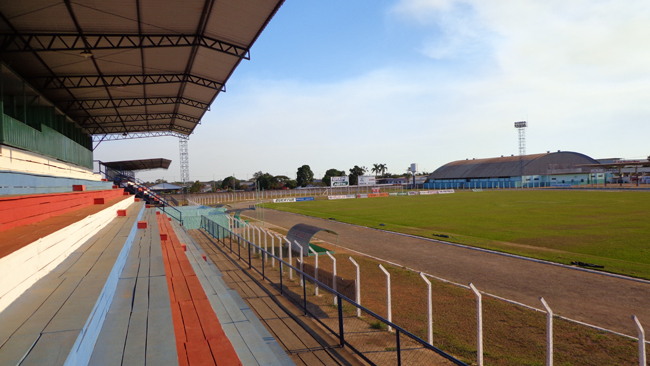
Portal da Amazônia
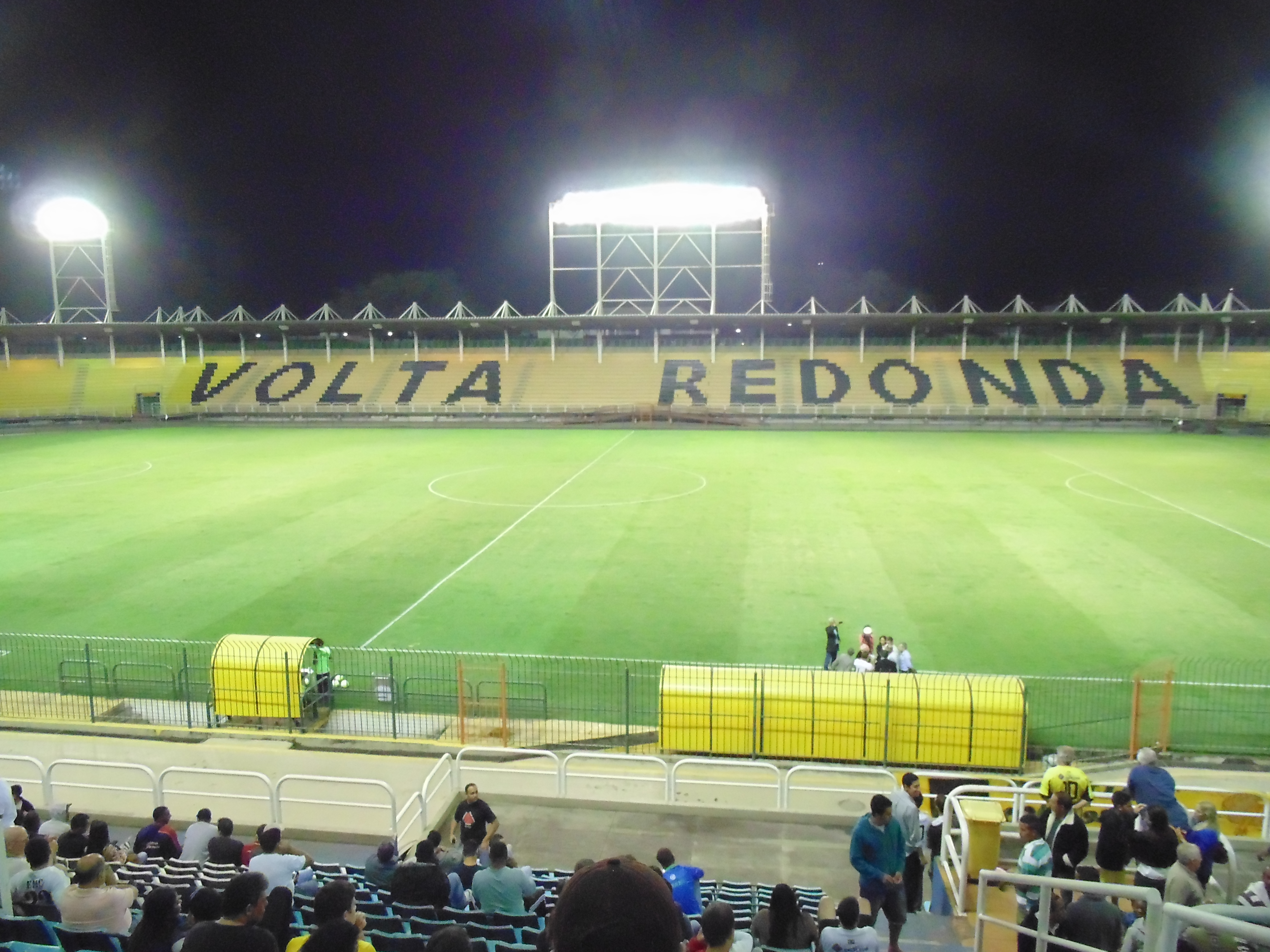
Raulino de Oliveira
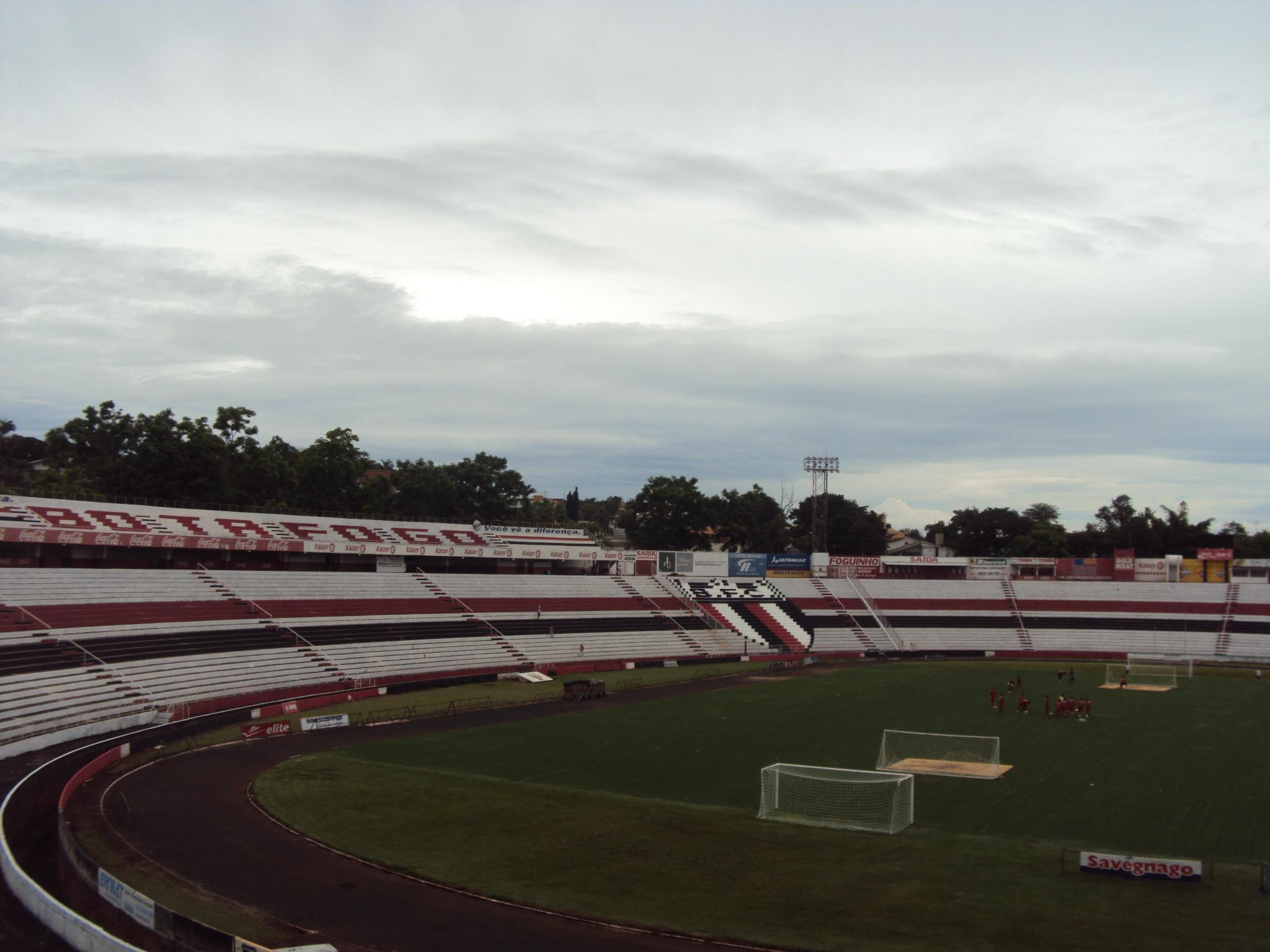
Santa Cruz

### Outros estádios
Além dos estádios de mando usual, outros estádios foram utilizados devido a punições de perda de mando de campo imposta pelo Superior Tribunal de Justiça Desportiva ou por conta de problemas de interdição dos estádios usuais ou simplesmente por opção dos clubes em mandar seus jogos em outros locais, geralmente buscando uma melhor renda.

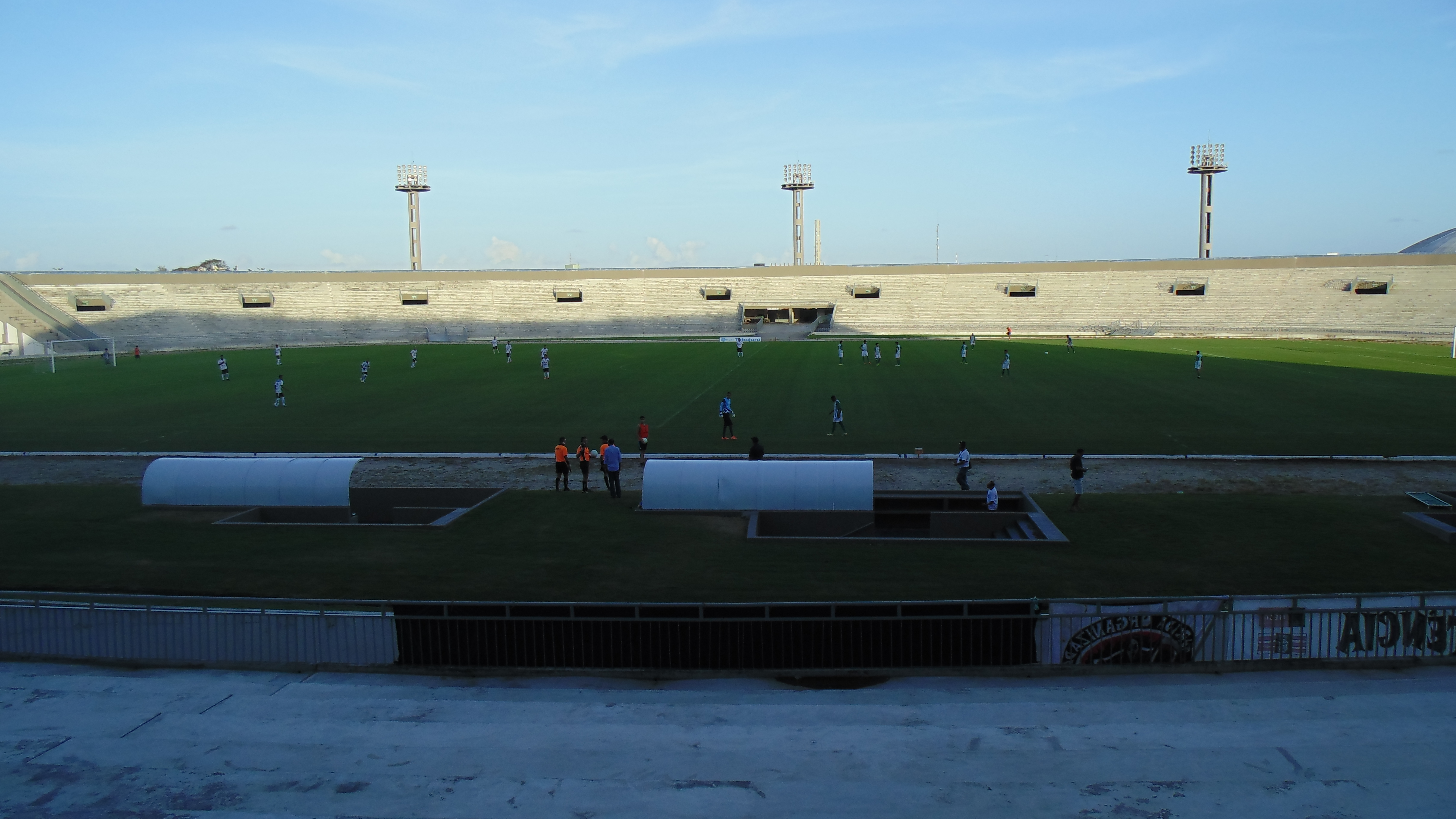
Almeidão (João Pessoa)
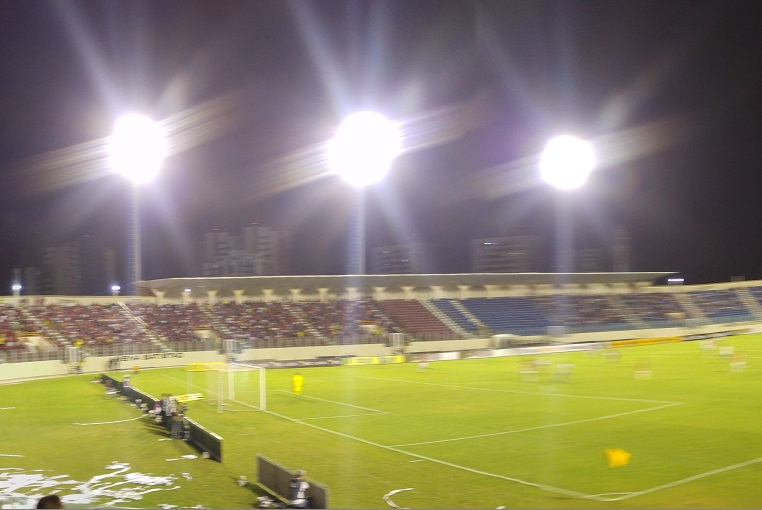
Batistão (Aracaju)
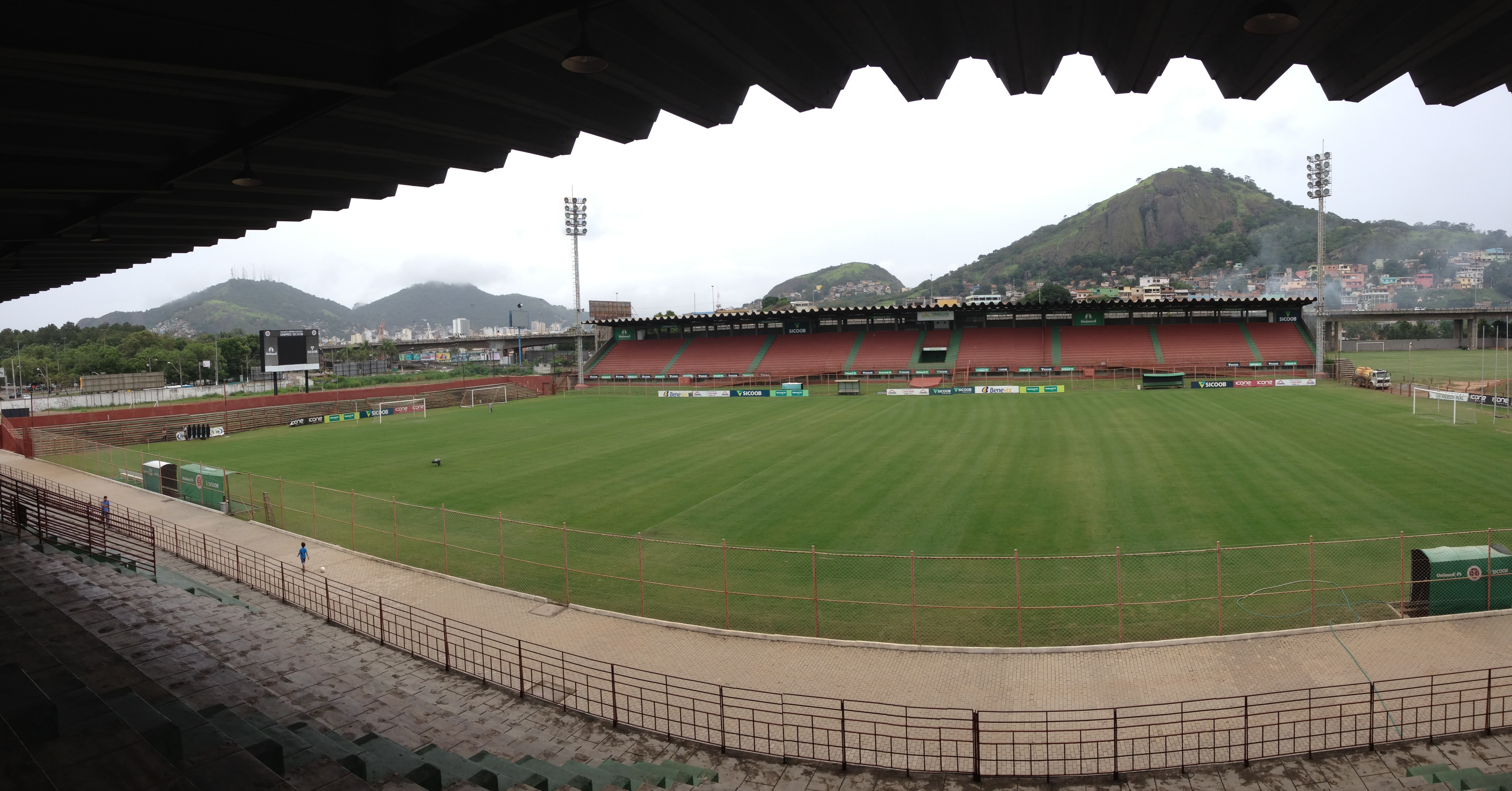
Engenheiro Araripe (Cariacica)
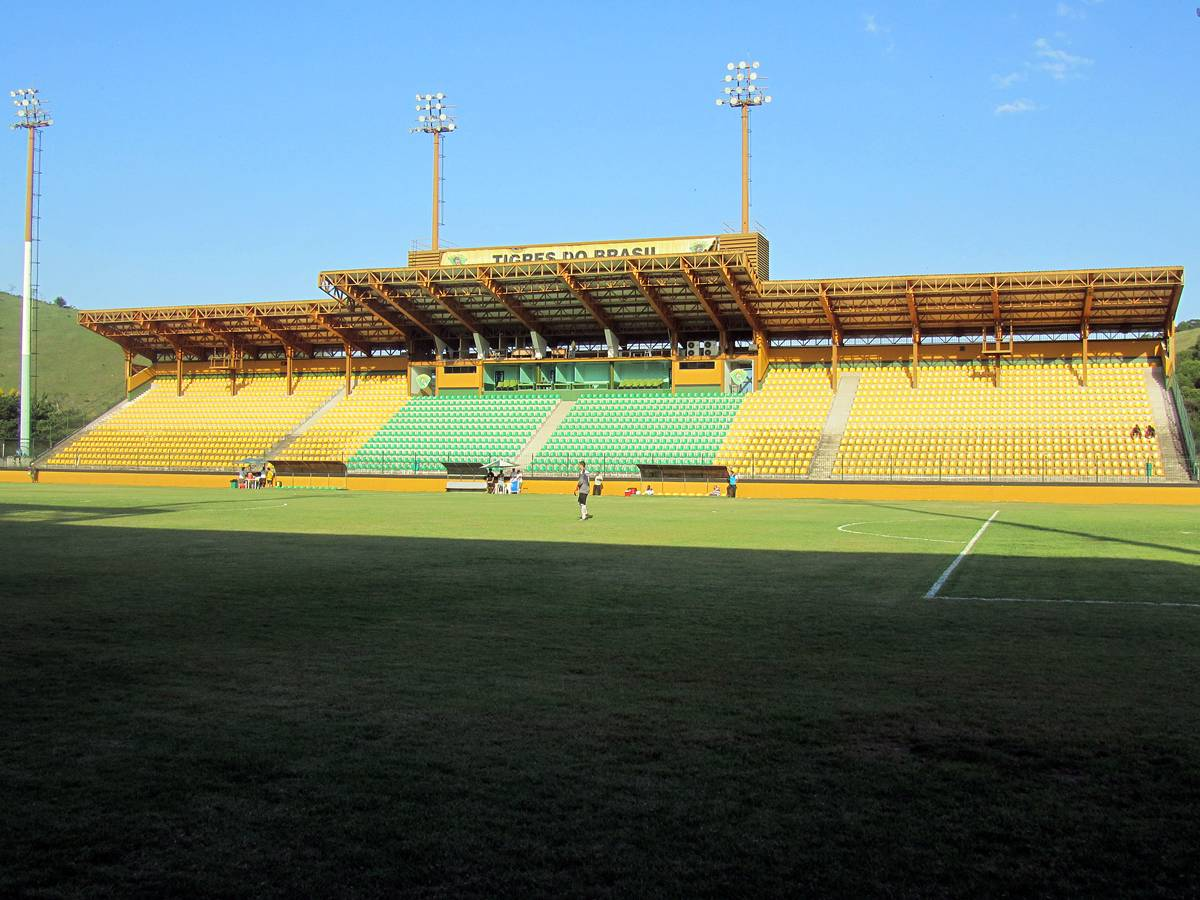
Los Larios (Duque de Caxias)
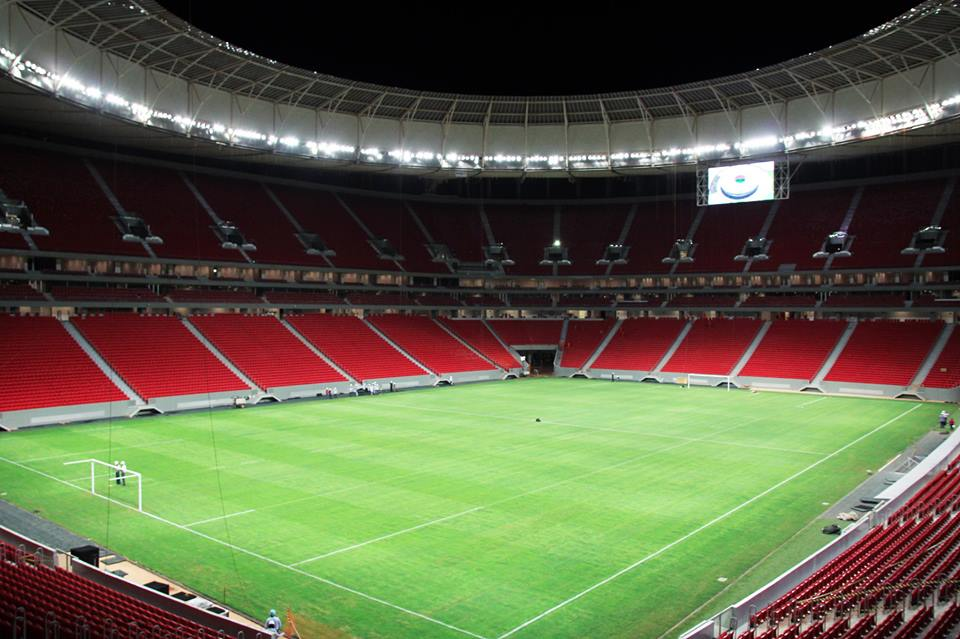
Mané Garrincha (Brasília)
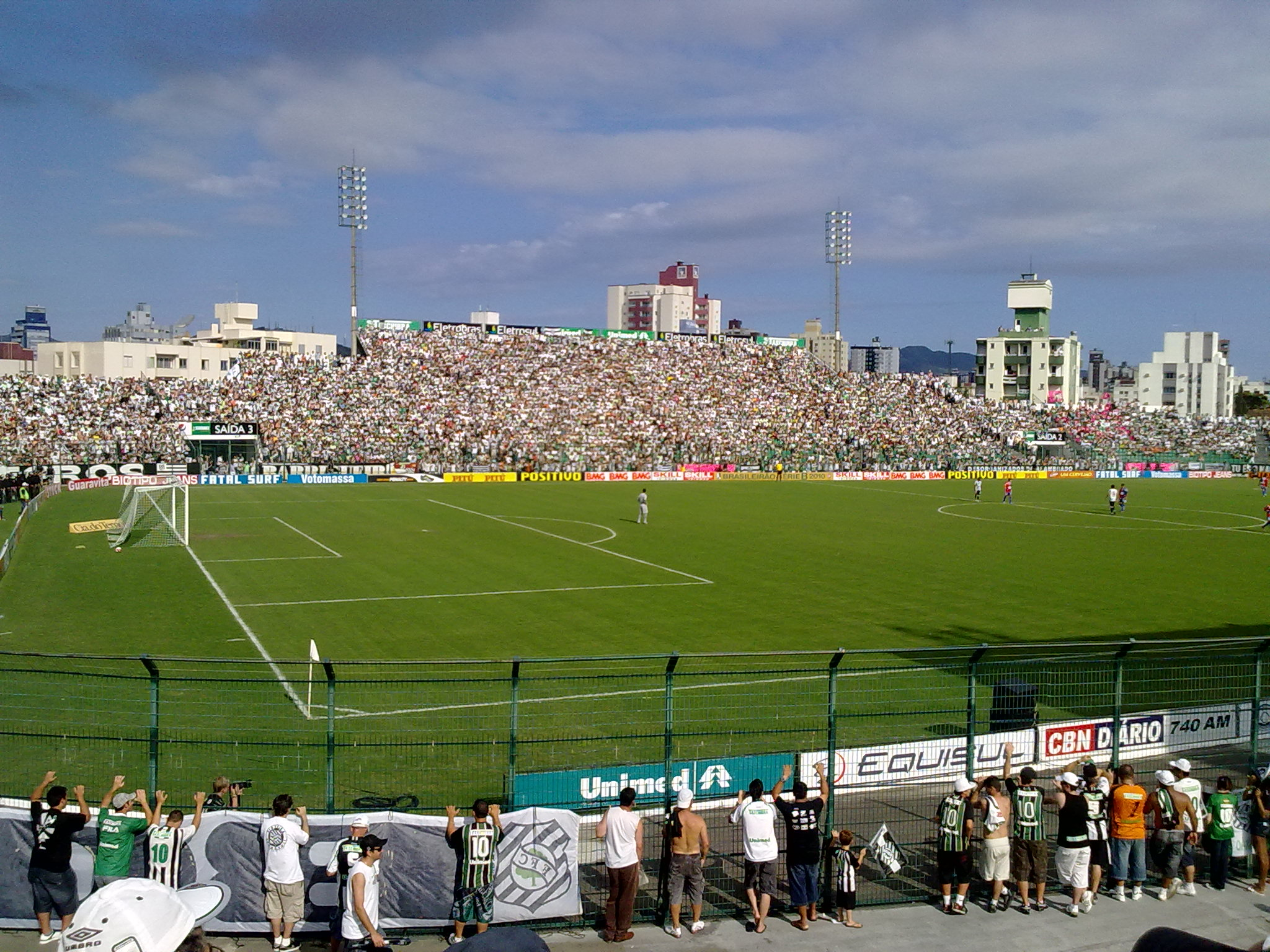
Orlando Scarpelli (Florianópolis)
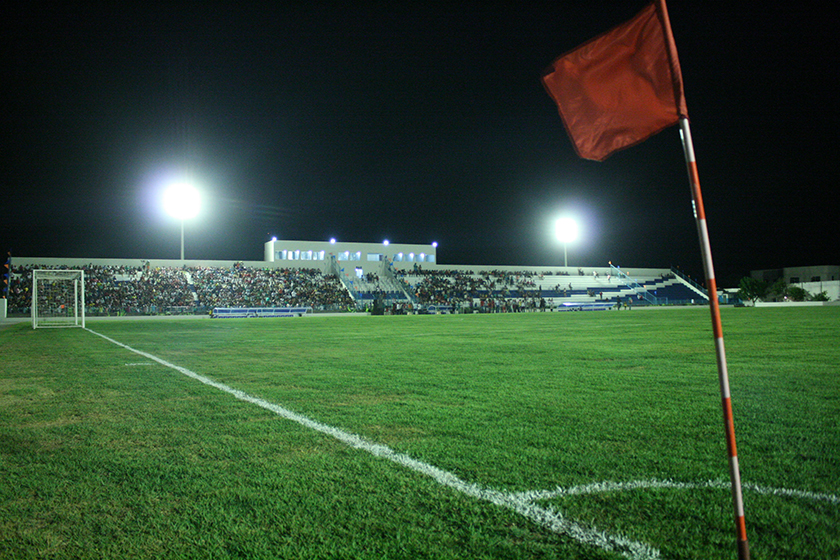
Valfredão (Riachão do Jacuípe)

Ainda foram utilizados a Arena Verde (Paragominas) e o General Sampaio (Porto Nacional).

## Primeira fase

### Grupo A1
| Pos | Equipes       | Pts | J | V | E | D | GP | GC | SG |
| --- | ------------- | --- | - | - | - | - | -- | -- | -- |
| 1   | Remo          | 17  | 8 | 5 | 2 | 1 | 14 | 6  | +8 |
| 2   | Rio Branco-AC | 15  | 8 | 4 | 3 | 1 | 10 | 6  | +4 |
| 3   | Nacional-AM   | 8   | 8 | 2 | 2 | 4 | 10 | 12 | –2 |
| 4   | Vilhena       | 6   | 8 | 1 | 3 | 4 | 8  | 14 | –6 |
| 5   | Náutico-RR    | 41  | 8 | 2 | 2 | 4 | 8  | 12 | –4 |

|               | NAM | NFC | REM | RBA | VLN |
| ------------- | --- | --- | --- | --- | --- |
| Nacional-AM   | —   | 2–1 | 0–1 | 0–2 | 2–0 |
| Náutico-RR    | 1–1 | —   | 3–2 | 0–0 | 2–1 |
| Remo          | 3–2 | 3–0 | —   | 1–0 | 3–0 |
| Rio Branco-AC | 2–1 | 2–1 | 0–0 | —   | 2–1 |
| Vilhena       | 2–2 | 1–0 | 1–1 | 2–2 | —   |

|  |                                           |
|  | Zona de classificação para a próxima fase |

1O Náutico-RR foi punido pelo STJD com a perda de quatro pontos por escalação de jogadores irregulares.

### Grupo A2
| Pos | Equipes             | Pts | J | V | E | D | GP | GC | SG |
| --- | ------------------- | --- | - | - | - | - | -- | -- | -- |
| 1   | River-PI            | 16  | 8 | 4 | 4 | 0 | 8  | 3  | +5 |
| 2   | Palmas              | 14  | 8 | 4 | 2 | 2 | 7  | 4  | +3 |
| 3   | Imperatriz          | 8   | 8 | 2 | 2 | 4 | 11 | 11 | 0  |
| 4   | Santos-AP           | 72  | 8 | 3 | 1 | 4 | 8  | 11 | –3 |
| 5   | Guarani de Juazeiro | 5   | 8 | 0 | 5 | 3 | 4  | 9  | –5 |

|                     | GJU | IMP | PMS | RIV | SAP |
| ------------------- | --- | --- | --- | --- | --- |
| Guarani de Juazeiro | —   | 0–0 | 0–2 | 1–1 | 1–1 |
| Imperatriz          | 3–2 | —   | 0–1 | 0–0 | 5–1 |
| Palmas              | 0–0 | 2–0 | —   | 0–2 | 1–0 |
| River-PI            | 0–0 | 2–1 | 1–1 | —   | 1–0 |
| Santos-AP           | 2–0 | 3–2 | 1–0 | 0–1 | —   |

|  |                                           |
|  | Zona de classificação para a próxima fase |

2O Santos-AP foi punido pelo STJD com a perda de três pontos por escalação de jogador irregular.

### Grupo A3
| Pos | Equipes       | Pts | J | V | E | D | GP | GC | SG |
| --- | ------------- | --- | - | - | - | - | -- | -- | -- |
| 1   | Campinense    | 14  | 8 | 4 | 2 | 2 | 10 | 5  | +5 |
| 2   | Coruripe      | 13  | 8 | 3 | 4 | 1 | 15 | 10 | +5 |
| 3   | Colo Colo     | 83  | 8 | 3 | 2 | 3 | 9  | 12 | –3 |
| 4   | Serra Talhada | 8   | 8 | 2 | 2 | 4 | 7  | 9  | –2 |
| 5   | Globo         | 8   | 8 | 2 | 2 | 4 | 5  | 10 | –5 |

|               | CMP | COL | CRP | GLO | STL |
| ------------- | --- | --- | --- | --- | --- |
| Campinense    | —   | 3–1 | 3–1 | 2–0 | 1–0 |
| Colo Colo     | 0–0 | —   | 1–3 | 1–0 | 2–1 |
| Coruripe      | 1–1 | 2–2 | —   | 3–0 | 2–2 |
| Globo         | 1–0 | 1–2 | 1–1 | —   | 2–1 |
| Serra Talhada | 1–0 | 2–0 | 0–2 | 0–0 | —   |

|  |                                           |
|  | Zona de classificação para a próxima fase |

3O Colo Colo foi punido pelo STJD com a perda de três pontos por escalação de jogadores irregulares.

### Grupo A4
| Pos | Equipes    | Pts | J | V | E | D | GP | GC | SG |
| --- | ---------- | --- | - | - | - | - | -- | -- | -- |
| 1   | Central    | 16  | 8 | 5 | 1 | 2 | 11 | 5  | +6 |
| 2   | Estanciano | 15  | 8 | 5 | 0 | 3 | 14 | 11 | +3 |
| 3   | Treze      | 15  | 8 | 4 | 3 | 1 | 11 | 5  | +6 |
| 4   | Goianésia  | 5   | 8 | 1 | 2 | 5 | 3  | 10 | –7 |
| 5   | Serrano-BA | 5   | 8 | 1 | 2 | 5 | 6  | 14 | –8 |

|            | CEN | ECN | GNS | SNO | TRE |
| ---------- | --- | --- | --- | --- | --- |
| Central    | —   | 3–2 | 1–0 | 3–0 | 0–1 |
| Estanciano | 1–0 | —   | 3–0 | 3–1 | 0–2 |
| Goianésia  | 1–2 | 0–2 | —   | 0–0 | 1–1 |
| Serrano-BA | 0–2 | 1–3 | 0–1 | —   | 3–1 |
| Treze      | 0–0 | 4–0 | 1–0 | 1–1 | —   |

|  |                                           |
|  | Zona de classificação para a próxima fase |

### Grupo A5
| Pos | Equipes       | Pts | J | V | E | D | GP | GC | SG |
| --- | ------------- | --- | - | - | - | - | -- | -- | -- |
| 1   | Rio Branco-ES | 17  | 8 | 5 | 2 | 1 | 12 | 7  | +5 |
| 2   | Caldense      | 14  | 8 | 4 | 2 | 2 | 8  | 4  | +4 |
| 3   | Aparecidense  | 13  | 8 | 3 | 4 | 1 | 9  | 5  | +4 |
| 4   | Comercial-MS  | 7   | 8 | 2 | 1 | 5 | 6  | 10 | –4 |
| 5   | Operário VG   | 4   | 8 | 1 | 1 | 6 | 7  | 16 | –9 |

|               | APA | CAL | COM | CEOV | RBC |
| ------------- | --- | --- | --- | ---- | --- |
| Aparecidense  | —   | 0–1 | 2–0 | 2–0  | 0–0 |
| Caldense      | 0–0 | —   | 1–2 | 0–0  | 1–0 |
| Comercial-MS  | 1–1 | 0–1 | —   | 2–0  | 0–1 |
| Operário VG   | 2–3 | 0–3 | 2–0 | —    | 2–3 |
| Rio Branco-ES | 1–1 | 2–1 | 2–1 | 3–1  | —   |

|  |                                           |
|  | Zona de classificação para a próxima fase |

### Grupo A6
| Pos | Equipes         | Pts | J | V | E | D | GP | GC | SG  |
| --- | --------------- | --- | - | - | - | - | -- | -- | --- |
| 1   | CRAC            | 18  | 8 | 5 | 3 | 0 | 7  | 1  | +6  |
| 2   | Botafogo-SP     | 13  | 8 | 3 | 4 | 1 | 11 | 5  | +6  |
| 3   | Gama            | 13  | 8 | 3 | 4 | 1 | 9  | 6  | +3  |
| 4   | Duque de Caxias | 7   | 8 | 2 | 1 | 5 | 10 | 11 | –1  |
| 5   | Villa Nova      | 3   | 8 | 1 | 0 | 7 | 9  | 23 | –14 |

|                 | BRP | CRAC | DCA | GAM | VNO |
| --------------- | --- | ---- | --- | --- | --- |
| Botafogo-SP     | —   | 0–1  | 3–1 | 0–0 | 5–1 |
| CRAC            | 0–0 | —    | 1–0 | 0–0 | 1–0 |
| Duque de Caxias | 0–0 | 0–1  | —   | 1–2 | 5–0 |
| Gama            | 0–0 | 1–1  | 2–0 | —   | 1–2 |
| Villa Nova      | 2–3 | 0–2  | 2–3 | 2–3 | —   |

|  |                                           |
|  | Zona de classificação para a próxima fase |

### Grupo A7
| Pos | Equipes             | Pts | J | V | E | D | GP | GC | SG |
| --- | ------------------- | --- | - | - | - | - | -- | -- | -- |
| 1   | Ypiranga de Erechim | 16  | 8 | 5 | 1 | 2 | 7  | 3  | +4 |
| 2   | Operário-PR         | 16  | 8 | 5 | 1 | 2 | 11 | 8  | +3 |
| 3   | Resende             | 9   | 8 | 2 | 3 | 3 | 9  | 10 | –1 |
| 4   | Red Bull Brasil     | 8   | 8 | 2 | 2 | 4 | 5  | 8  | –3 |
| 5   | Inter de Lages      | 7   | 8 | 2 | 1 | 5 | 6  | 9  | –3 |

|                     | ILG | OPF | RBR | RES | YPI |
| ------------------- | --- | --- | --- | --- | --- |
| Inter de Lages      | —   | 1–0 | 0–0 | 3–1 | 0–1 |
| Operário-PR         | 1–0 | —   | 2–1 | 3–1 | 1–0 |
| Red Bull Brasil     | 2–0 | 1–2 | —   | 0–0 | 0–1 |
| Resende             | 2–1 | 2–2 | 3–0 | —   | 0–1 |
| Ypiranga de Erechim | 2–1 | 2–0 | 0–1 | 0–0 | —   |

|  |                                           |
|  | Zona de classificação para a próxima fase |

### Grupo A8
| Pos | Equipes       | Pts | J | V | E | D | GP | GC | SG  |
| --- | ------------- | --- | - | - | - | - | -- | -- | --- |
| 1   | São Caetano   | 19  | 8 | 6 | 1 | 1 | 22 | 5  | +17 |
| 2   | Lajeadense    | 15  | 8 | 4 | 3 | 1 | 11 | 9  | +2  |
| 3   | Volta Redonda | 9   | 8 | 3 | 0 | 5 | 10 | 14 | –4  |
| 4   | Metropolitano | 8   | 8 | 2 | 2 | 4 | 8  | 12 | –4  |
| 5   | Foz do Iguaçu | 5   | 8 | 1 | 2 | 5 | 10 | 21 | –11 |

|               | FOZ | LAJ | MET | SCA | VRE |
| ------------- | --- | --- | --- | --- | --- |
| Foz do Iguaçu | —   | 2–2 | 2–0 | 0–3 | 4–5 |
| Lajeadense    | 3–0 | —   | 1–0 | 1–1 | 2–1 |
| Metropolitano | 2–2 | 0–0 | —   | 2–3 | 2–1 |
| São Caetano   | 4–0 | 5–0 | 3–1 | —   | 3–0 |
| Volta Redonda | 2–0 | 0–2 | 0–1 | 1–0 | —   |

|  |                                           |
|  | Zona de classificação para a próxima fase |

### Desempenho por rodada
|          | 1    | 2    | 3    | 4    | 5    | 6    | 7    | 8    | 9    | 10   |
| Grupo A1 | VLN  | NAM  | NAM  | REM  | REM  | REM  | REM  | RBA  | RBA  | REM  |
| Grupo A2 | GJU  | PMS  | RIV  | RIV  | RIV  | RIV  | PMS  | PMS  | PMS  | RIV  |
| Grupo A3 | STL  | CMP  | CMP  | CMP  | CMP  | CMP  | CMP  | CMP  | CMP  | CMP  |
| Grupo A4 | TRE  | CEN  | CEN  | CEN  | CEN  | CEN  | ECN  | ECN  | ECN  | CEN  |
| Grupo A5 | APA  | CAL  | CAL  | CAL  | CAL  | RBC  | RBC  | CAL  | CAL  | RBC  |
| Grupo A6 | CRAC | CRAC | CRAC | CRAC | CRAC | CRAC | CRAC | CRAC | CRAC | CRAC |
| Grupo A7 | YPI  | OPF  | YPI  | OPF  | RBR  | YPI  | YPI  | YPI  | YPI  | YPI  |
| Grupo A8 | SCA  | VRE  | SCA  | SCA  | SCA  | SCA  | LAJ  | SCA  | SCA  | SCA  |

|          | 1   | 2   | 3    | 4    | 5   | 6   | 7    | 8    | 9    | 10   |
| Grupo A1 | RBA | RBA | NFC  | NFC  | NFC | NFC | NFC  | NAM  | NFC  | NFC  |
| Grupo A2 | IMP | IMP | SAP  | SAP  | GJU | GJU | GJU  | GJU  | GJU  | GJU  |
| Grupo A3 | COL | COL | GLO  | COL  | COL | COL | GLO  | GLO  | GLO  | GLO  |
| Grupo A4 | SNO | ECN | SNO  | SNO  | GNS | SNO | SNO  | SNO  | GNS  | SNO  |
| Grupo A5 | RBC | COM | CEOV | CEOV | COM | COM | CEOV | CEOV | CEOV | CEOV |
| Grupo A6 | VNO | VNO | VNO  | VNO  | VNO | VNO | VNO  | VNO  | VNO  | VNO  |
| Grupo A7 | ILG | RBR | RES  | RES  | RES | RES | RES  | RES  | ILG  | ILG  |
| Grupo A8 | LAJ | MET | FOZ  | FOZ  | FOZ | MET | MET  | FOZ  | FOZ  | FOZ  |

## Classificação para a fase final
Na fase final, os confrontos foram definidos através das campanhas dos times. Para os confrontos das oitavas de final, os 16 clubes classificados foram divididos em dois blocos: no Bloco I ficaram as equipes classificadas em primeiro lugar e no Bloco II, as equipes classificadas em segundo lugar. Dessa forma, o time de melhor campanha entre os primeiros colocados enfrenta o time de pior campanha entre os segundos colocados; o de segunda melhor campanha enfrenta o de segunda pior campanha, e assim sucessivamente. Na sequência do torneio, a soma das campanhas nas fases anteriores define os confrontos, repetindo o formato e colocando frente a frente o time classificado de melhor pontuação geral contra a equipe classificada de pior campanha geral, e assim sucessivamente.
Tabela de classificação após a primeira fase
| Bloco I | Bloco I              | Bloco I | Bloco I | Bloco I | Bloco I | Bloco I | Bloco I | Bloco I | Bloco I |
| Pos.    | Primeiros dos grupos | Pts     | J       | V       | E       | D       | GP      | GC      | SG      |
| ------- | -------------------- | ------- | ------- | ------- | ------- | ------- | ------- | ------- | ------- |
| 1       | São Caetano          | 19      | 8       | 6       | 1       | 1       | 22      | 5       | +17     |
| 2       | CRAC                 | 18      | 8       | 5       | 3       | 0       | 7       | 1       | +6      |
| 3       | Remo                 | 17      | 8       | 5       | 2       | 1       | 14      | 6       | +8      |
| 4       | Rio Branco-ES        | 17      | 8       | 5       | 2       | 1       | 12      | 7       | +5      |
| 5       | Central              | 16      | 8       | 5       | 1       | 2       | 11      | 5       | +6      |
| 6       | Ypiranga de Erechim  | 16      | 8       | 5       | 1       | 2       | 7       | 3       | +4      |
| 7       | River-PI             | 16      | 8       | 4       | 4       | 0       | 8       | 3       | +5      |
| 8       | Campinense           | 14      | 8       | 4       | 2       | 2       | 10      | 5       | +5      |

| Bloco II | Bloco II            | Bloco II | Bloco II | Bloco II | Bloco II | Bloco II | Bloco II | Bloco II | Bloco II |
| Pos.     | Segundos dos grupos | Pts      | J        | V        | E        | D        | GP       | GC       | SG       |
| -------- | ------------------- | -------- | -------- | -------- | -------- | -------- | -------- | -------- | -------- |
| 1        | Operário-PR         | 16       | 8        | 5        | 1        | 2        | 11       | 8        | +3       |
| 2        | Estanciano          | 15       | 8        | 5        | 0        | 3        | 14       | 11       | +3       |
| 3        | Rio Branco-AC       | 15       | 8        | 4        | 3        | 1        | 10       | 6        | +4       |
| 4        | Lajeadense          | 15       | 8        | 4        | 3        | 1        | 11       | 9        | +2       |
| 5        | Caldense            | 14       | 8        | 4        | 2        | 2        | 8        | 4        | +4       |
| 6        | Palmas              | 14       | 8        | 4        | 2        | 2        | 7        | 4        | +3       |
| 7        | Botafogo-SP         | 13       | 8        | 3        | 4        | 1        | 11       | 5        | +6       |
| 8        | Coruripe            | 13       | 8        | 3        | 4        | 1        | 15       | 10       | +5       |

Tabela de classificação após as oitavas de final
| Bloco III | Bloco III           | Bloco III | Bloco III | Bloco III | Bloco III | Bloco III | Bloco III | Bloco III | Bloco III |
| Pos.      | Equipes             | Pts       | J         | V         | E         | D         | GP        | GC        | SG        |
| --------- | ------------------- | --------- | --------- | --------- | --------- | --------- | --------- | --------- | --------- |
| 1         | São Caetano         | 22        | 10        | 7         | 1         | 2         | 25        | 6         | +19       |
| 2         | Ypiranga de Erechim | 22        | 10        | 7         | 1         | 2         | 11        | 3         | +8        |
| 3         | Lajeadense          | 21        | 10        | 6         | 3         | 1         | 17        | 10        | +7        |
| 4         | Remo                | 20        | 10        | 6         | 2         | 2         | 17        | 7         | +10       |
| 5         | Operário-PR         | 19        | 10        | 6         | 1         | 3         | 12        | 9         | +3        |
| 6         | River-PI            | 19        | 10        | 5         | 4         | 1         | 12        | 5         | +7        |
| 7         | Caldense            | 18        | 10        | 5         | 3         | 2         | 10        | 5         | +5        |
| 8         | Botafogo-SP         | 16        | 10        | 4         | 4         | 2         | 14        | 6         | +8        |

Tabela de classificação após as quartas de final
| Bloco IV | Bloco IV            | Bloco IV | Bloco IV | Bloco IV | Bloco IV | Bloco IV | Bloco IV | Bloco IV | Bloco IV |
| Pos.     | Equipes             | Pts      | J        | V        | E        | D        | GP       | GC       | SG       |
| -------- | ------------------- | -------- | -------- | -------- | -------- | -------- | -------- | -------- | -------- |
| 1        | Remo                | 26       | 12       | 8        | 2        | 2        | 21       | 8        | +13      |
| 2        | Ypiranga de Erechim | 24       | 12       | 7        | 3        | 2        | 13       | 5        | +8       |
| 3        | River-PI            | 23       | 12       | 6        | 5        | 1        | 16       | 6        | +10      |
| 4        | Botafogo-SP         | 20       | 12       | 5        | 5        | 2        | 16       | 7        | +9       |

Tabela de classificação após as semifinais
| Bloco V | Bloco V     | Bloco V | Bloco V | Bloco V | Bloco V | Bloco V | Bloco V | Bloco V | Bloco V |
| Pos.    | Equipes     | Pts     | J       | V       | E       | D       | GP      | GC      | SG      |
| ------- | ----------- | ------- | ------- | ------- | ------- | ------- | ------- | ------- | ------- |
| 1       | River-PI    | 26      | 14      | 7       | 5       | 2       | 18      | 8       | +10     |
| 2       | Botafogo-SP | 24      | 14      | 6       | 6       | 2       | 17      | 7       | +10     |

## Fase final
Em itálico, os times que possuem o mando de campo no primeiro jogo do confronto e em negrito os times classificados.
|  | Oitavas de final              | Oitavas de final              | Oitavas de final              | Oitavas de final              |       |             | Quartas de final   | Quartas de final   | Quartas de final   | Quartas de final   |  |                | Semifinais                    | Semifinais                    | Semifinais                    | Semifinais                    |             |   | Final              | Final              | Final              | Final              |  |  |
|  | 26 de setembro a 4 de outubro | 26 de setembro a 4 de outubro | 26 de setembro a 4 de outubro | 26 de setembro a 4 de outubro |       |             | 10 a 19 de outubro | 10 a 19 de outubro | 10 a 19 de outubro | 10 a 19 de outubro |  |                | 24 de outubro a 1 de novembro | 24 de outubro a 1 de novembro | 24 de outubro a 1 de novembro | 24 de outubro a 1 de novembro |             |   | 7 e 14 de novembro | 7 e 14 de novembro | 7 e 14 de novembro | 7 e 14 de novembro |  |  |
|  |                               |                               |                               |                               |       |             |                    |                    |                    |                    |  |                |                               |                               |                               |                               |             |   |                    |                    |                    |                    |  |  |
|  | Botafogo-SP                   | 3                             | 0                             | 3                             |       |             |                    |                    |                    |                    |  |                |                               |                               |                               |                               |             |   |                    |                    |                    |                    |  |  |
|  | CRAC                          | 0                             | 1                             | 1                             |       |             |                    |                    |                    |                    |  |                |                               |                               |                               |                               |             |   |                    |                    |                    |                    |  |  |
|  | CRAC                          | 0                             | 1                             | 1                             |       | Botafogo-SP | 2                  | 0                  | 2                  |                    |  |                |                               |                               |                               |                               |             |   |                    |                    |                    |                    |  |  |
|  |                               |                               |                               |                               |       | Botafogo-SP | 2                  | 0                  | 2                  |                    |  |                |                               |                               |                               |                               |             |   |                    |                    |                    |                    |  |  |
|  |                               | São Caetano                   | 1                             | 0                             | 1     |             |                    |                    |                    |                    |  |                |                               |                               |                               |                               |             |   |                    |                    |                    |                    |  |  |
|  | Coruripe                      | São Caetano                   | 1                             | 0                             | 1     | 0           | 1                  | 1                  |                    |                    |  |                |                               |                               |                               |                               |             |   |                    |                    |                    |                    |  |  |
|  | Coruripe                      |                               |                               |                               |       | 0           | 1                  | 1                  |                    |                    |  |                |                               |                               |                               |                               |             |   |                    |                    |                    |                    |  |  |
|  | São Caetano                   | 3                             | 0                             | 3                             |       |             |                    |                    |                    |                    |  |                |                               |                               |                               |                               |             |   |                    |                    |                    |                    |  |  |
|  | São Caetano                   | 3                             | 0                             | 3                             |       |             |                    |                    |                    |                    |  | Botafogo-SP    | 1                             | 0                             | 1                             |                               |             |   |                    |                    |                    |                    |  |  |
|  |                               |                               |                               |                               |       |             |                    |                    |                    |                    |  | Botafogo-SP    | 1                             | 0                             | 1                             |                               |             |   |                    |                    |                    |                    |  |  |
|  |                               | Remo                          | 0                             | 0                             | 0     |             |                    |                    |                    |                    |  |                |                               |                               |                               |                               |             |   |                    |                    |                    |                    |  |  |
|  | Operário-PR (pen)             | Remo                          | 0                             | 0                             | 0     | 1           | 0                  | 1 (4)              |                    |                    |  |                |                               |                               |                               |                               |             |   |                    |                    |                    |                    |  |  |
|  | Operário-PR (pen)             |                               |                               |                               |       | 1           | 0                  | 1 (4)              |                    |                    |  |                |                               |                               |                               |                               |             |   |                    |                    |                    |                    |  |  |
|  | Campinense                    | 0                             | 1                             | 1 (3)                         |       |             |                    |                    |                    |                    |  |                |                               |                               |                               |                               |             |   |                    |                    |                    |                    |  |  |
|  | Campinense                    | 0                             | 1                             | 1 (3)                         |       | Operário-PR | 0                  | 1                  | 1                  |                    |  |                |                               |                               |                               |                               |             |   |                    |                    |                    |                    |  |  |
|  |                               |                               |                               |                               |       | Operário-PR | 0                  | 1                  | 1                  |                    |  |                |                               |                               |                               |                               |             |   |                    |                    |                    |                    |  |  |
|  |                               | Remo                          | 1                             | 3                             | 4     |             |                    |                    |                    |                    |  |                |                               |                               |                               |                               |             |   |                    |                    |                    |                    |  |  |
|  | Palmas                        | Remo                          | 1                             | 3                             | 4     | 1           | 0                  | 1                  |                    |                    |  |                |                               |                               |                               |                               |             |   |                    |                    |                    |                    |  |  |
|  | Palmas                        |                               |                               |                               |       | 1           | 0                  | 1                  |                    |                    |  |                |                               |                               |                               |                               |             |   |                    |                    |                    |                    |  |  |
|  | Remo                          | 0                             | 3                             | 3                             |       |             |                    |                    |                    |                    |  |                |                               |                               |                               |                               |             |   |                    |                    |                    |                    |  |  |
|  | Remo                          | 0                             | 3                             | 3                             |       |             |                    |                    |                    |                    |  |                |                               |                               |                               |                               | Botafogo-SP | 3 | 0                  | 3                  |                    |                    |  |  |
|  |                               |                               |                               |                               |       |             |                    |                    |                    |                    |  |                |                               |                               |                               |                               |             | 3 | 0                  | 3                  |                    |                    |  |  |
|  |                               | River-PI                      | 2                             | 0                             | 2     |             |                    |                    |                    |                    |  |                |                               |                               |                               |                               |             |   |                    |                    |                    |                    |  |  |
|  | Estanciano                    | River-PI                      | 2                             | 0                             | 2     | 2           | 0                  | 2                  |                    |                    |  |                |                               |                               |                               |                               |             |   |                    |                    |                    |                    |  |  |
|  | Estanciano                    |                               |                               |                               |       | 2           | 0                  | 2                  |                    |                    |  |                |                               |                               |                               |                               |             |   |                    |                    |                    |                    |  |  |
|  | River-PI                      | 1                             | 3                             | 4                             |       |             |                    |                    |                    |                    |  |                |                               |                               |                               |                               |             |   |                    |                    |                    |                    |  |  |
|  | River-PI                      | 1                             | 3                             | 4                             |       | River-PI    | 3                  | 1                  | 4                  |                    |  |                |                               |                               |                               |                               |             |   |                    |                    |                    |                    |  |  |
|  |                               |                               |                               |                               |       | River-PI    | 3                  | 1                  | 4                  |                    |  |                |                               |                               |                               |                               |             |   |                    |                    |                    |                    |  |  |
|  |                               | Lajeadense                    | 0                             | 1                             | 1     |             |                    |                    |                    |                    |  |                |                               |                               |                               |                               |             |   |                    |                    |                    |                    |  |  |
|  | Lajeadense                    | Lajeadense                    | 0                             | 1                             | 1     | 4           | 2                  | 6                  |                    |                    |  |                |                               |                               |                               |                               |             |   |                    |                    |                    |                    |  |  |
|  | Lajeadense                    |                               |                               |                               |       | 4           | 2                  | 6                  |                    |                    |  |                |                               |                               |                               |                               |             |   |                    |                    |                    |                    |  |  |
|  | Central                       | 0                             | 1                             | 1                             |       |             |                    |                    |                    |                    |  |                |                               |                               |                               |                               |             |   |                    |                    |                    |                    |  |  |
|  | Central                       | 0                             | 1                             | 1                             |       |             |                    |                    |                    |                    |  | River-PI (pen) | 2                             | 0                             | 2 (5)                         |                               |             |   |                    |                    |                    |                    |  |  |
|  |                               |                               |                               |                               |       |             |                    |                    |                    |                    |  | River-PI (pen) | 2                             | 0                             | 2 (5)                         |                               |             |   |                    |                    |                    |                    |  |  |
|  |                               | Ypiranga de Erechim           | 0                             | 2                             | 2 (4) |             |                    |                    |                    |                    |  |                |                               |                               |                               |                               |             |   |                    |                    |                    |                    |  |  |
|  | Caldense                      | Ypiranga de Erechim           | 0                             | 2                             | 2 (4) | 1           | 1                  | 2                  |                    |                    |  |                |                               |                               |                               |                               |             |   |                    |                    |                    |                    |  |  |
|  | Caldense                      |                               |                               |                               |       | 1           | 1                  | 2                  |                    |                    |  |                |                               |                               |                               |                               |             |   |                    |                    |                    |                    |  |  |
|  | Rio Branco-ES                 | 1                             | 0                             | 1                             |       |             |                    |                    |                    |                    |  |                |                               |                               |                               |                               |             |   |                    |                    |                    |                    |  |  |
|  | Rio Branco-ES                 | 1                             | 0                             | 1                             |       | Caldense    | 1                  | 1                  | 2 (3)              |                    |  |                |                               |                               |                               |                               |             |   |                    |                    |                    |                    |  |  |
|  |                               |                               |                               |                               |       | Caldense    | 1                  | 1                  | 2 (3)              |                    |  |                |                               |                               |                               |                               |             |   |                    |                    |                    |                    |  |  |
|  |                               | Ypiranga de Erechim (pen)     | 1                             | 1                             | 2 (4) |             |                    |                    |                    |                    |  |                |                               |                               |                               |                               |             |   |                    |                    |                    |                    |  |  |
|  | Rio Branco-AC                 | Ypiranga de Erechim (pen)     | 1                             | 1                             | 2 (4) | 0           | 0                  | 0                  |                    |                    |  |                |                               |                               |                               |                               |             |   |                    |                    |                    |                    |  |  |
|  | Rio Branco-AC                 |                               |                               |                               |       | 0           | 0                  | 0                  |                    |                    |  |                |                               |                               |                               |                               |             |   |                    |                    |                    |                    |  |  |
|  | Ypiranga de Erechim           | 1                             | 3                             | 4                             |       |             |                    |                    |                    |                    |  |                |                               |                               |                               |                               |             |   |                    |                    |                    |                    |  |  |

| Aumento | Equipes promovidas à Série C de 2016 |

## Artilharia
| Gols | Jogador    | Time                |
| ---- | ---------- | ------------------- |
| 12   | Jô         | São Caetano         |
| 8    | Ramon      | Lajeadense          |
| 7    | Josy       | Estanciano          |
| 6    | Fabinho    | River-PI            |
| 6    | Francis    | Botafogo-SP         |
| 6    | João Paulo | Ypiranga de Erechim |
| 6    | Nonato     | Treze               |
| 6    | Robson     | São Caetano         |
| 6    | Washington | Náutico-RR          |

## Premiação
| Campeonato Brasileiro 2015 Série D         |
| São Paulo                                  |
| ------------------------------------------ |
| Botafogo Futebol Clube Campeão (1º título) |

## Maiores públicos
Estes são os dez maiores públicos do Campeonato:
| Nº | Público[PP] | Mandante    | Placar | Visitante           | Estádio    | Data           | Rodada    | Ref.   |
| -- | ----------- | ----------- | ------ | ------------------- | ---------- | -------------- | --------- | ------ |
| 1  | 40 000      | River-PI    | 0–0    | Botafogo-SP         | Albertão   | 14 de novembro | Final     | [ 31 ] |
| 2  | 31 681      | Remo        | 3–1    | Operário-PR         | Mangueirão | 18 de outubro  | Quartas   | [ 32 ] |
| 3  | 28 130      | Remo        | 3–0    | Palmas              | Mangueirão | 3 de outubro   | Oitavas   | [ 33 ] |
| 4  | 27 399      | Remo        | 3–0    | Vilhena             | Mangueirão | 13 de setembro | 10ª       | [ 34 ] |
| 5  | 24 476      | Botafogo-SP | 2–1    | São Caetano         | Santa Cruz | 11 de outubro  | Quartas   | [ 35 ] |
| 6  | 19 008      | Botafogo-SP | 3–0    | CRAC                | Santa Cruz | 27 de setembro | Oitavas   | [ 36 ] |
| 7  | 17 759      | Botafogo-SP | 0–0    | Gama                | Santa Cruz | 13 de setembro | 10ª       | [ 37 ] |
| 8  | 16 940      | Remo        | 0–0    | Botafogo-SP         | Mangueirão | 1 de novembro  | Semifinal | [ 38 ] |
| 9  | 16 049      | River-PI    | 2–0    | Ypiranga de Erechim | Albertão   | 24 de outubro  | Semifinal | [ 39 ] |
| 10 | 12 748      | River-PI    | 3–0    | Lajeadense          | Albertão   | 12 de outubro  | Quartas   | [ 40 ] |

- PP. ^ Considera-se apenas o público pagante.

## Menores públicos
Estes são os dez menores públicos do Campeonato:[PF]
| Nº | Público[PP] | Mandante      | Placar | Visitante           | Estádio             | Data           | Rodada | Ref.   |
| -- | ----------- | ------------- | ------ | ------------------- | ------------------- | -------------- | ------ | ------ |
| 1  | 5           | Villa Nova    | 0–2    | CRAC                | Castor Cifuentes    | 13 de setembro | 10ª    | [ 41 ] |
| 2  | 13          | Santos-AP     | 2–0    | Guarani de Juazeiro | Zerão               | 13 de setembro | 10ª    | [ 42 ] |
| 3  | 28          | Náutico-RR    | 2–1    | Vilhena             | Ribeirão            | 30 de agosto   | 8ª     | [ 43 ] |
| 4  | 33          | Comercial-MS  | 0–1    | Rio Branco-ES       | Moreninhas          | 5 de setembro  | 9ª     | [ 44 ] |
| 5  | 37          | Resende       | 3–0    | Red Bull Brasil     | Trabalhador         | 16 de agosto   | 6ª     | [ 45 ] |
| 6  | 43          | Vilhena       | 2–2    | Nacional-AM         | Portal da Amazônia  | 6 de setembro  | 9ª     | [ 46 ] |
| 7  | 44          | Serrano-BA    | 0–1    | Goianésia           | Agnaldo Bento       | 16 de agosto   | 6ª     | [ 47 ] |
| 8  | 47          | Volta Redonda | 2–0    | Foz do Iguaçu       | Raulino de Oliveira | 13 de setembro | 10ª    | [ 48 ] |
| 9  | 49          | Operário VG   | 0–3    | Caldense            | Arena Pantanal      | 29 de agosto   | 8ª     | [ 49 ] |
| 10 | 52          | Santos-AP     | 3–2    | Imperatriz          | Zerão               | 30 de agosto   | 8ª     | [ 50 ] |

- PP. ^ Considera-se apenas o público pagante.
- PF. ^ Jogos com portões fechados não são considerados.

## Médias de público
Essas são as médias de público dos clubes no Campeonato. Considera-se apenas os jogos da equipe como mandante e o público pagante:
| 1. Remo – 15 394 2. River-PI – 11 789 3. Botafogo-SP – 10 706 4. Campinense – 4 756 5. Gama – 4 369 6. Nacional-AM – 4 033 7. Operário-PR – 3 238 8. Rio Branco-ES – 3 187 9. São Caetano – 3 077 10. Imperatriz – 2 313 | 1. CRAC – 2 288 2. Ypiranga de Erechim – 2 069 3. Rio Branco-AC – 1 379 4. Goianésia – 1 305 5. Palmas – 1 287 6. Caldense – 1 256 7. Central – 1 176 8. Inter de Lages – 1 090 9. Treze – 1 071 10. Colo Colo – 644 | 1. Operário VG – 607 2. Coruripe – 566 3. Estanciano – 511 4. Red Bull Brasil – 511 5. Guarani de Juazeiro – 478 6. Globo – 371 7. Lajeadense – 355 8. Serra Talhada – 342 9. Foz do Iguaçu – 246 10. Comercial-MS – 221 | 1. Villa Nova – 189 2. Vilhena – 186 3. Volta Redonda – 183 4. Náutico-RR – 182 5. Metropolitano – 177 6. Duque de Caxias – 166 7. Aparecidense – 157 8. Serrano-BA – 156 9. Santos-AP – 99 10. Resende – 68 |

## Mudança de técnicos
| Clube         | Antecessor                    | Motivo                | Data         | Última partida                  | Rod | Pos         | Sucessor                      | Ref.          |
| ------------- | ----------------------------- | --------------------- | ------------ | ------------------------------- | --- | ----------- | ----------------------------- | ------------- |
| Colo Colo     | Duzinho                       | Demitido              | 15 de julho  | Serra Talhada 2–0 Colo Colo     | 1ª  | 5º (Gr. A3) | Gilmey Aimbere                | [ 52 ] [ 53 ] |
| Globo         | Anthoni Santoro               | Demitido              | 21 de julho  | Globo 1–1 Coruripe              | 2ª  | 4º (Gr. A3) | Higor César                   | [ 54 ]        |
| Náutico-RR    | Zé Henrique                   | Resignado             | 26 de julho  | Vilhena 1–0 Náutico-RR          | 3ª  | 5º (Gr. A1) | Serginho Góis                 | [ 55 ] [ 56 ] |
| Villa Nova    | Edilson Fofão                 | Remanejado            | 27 de julho  | Villa Nova 2–3 Duque de Caxias  | 3ª  | 5º (Gr. A6) | Felipe Surian                 | [ 57 ] [ 58 ] |
| Resende       | Alfredo Sampaio               | Resignado             | 29 de julho  | Resende 0–1 Ypiranga-RS         | 3ª  | 5º (Gr. A7) | Ailton Ferraz                 | [ 59 ] [ 60 ] |
| Goianésia     | Lucas Oliveira                | Demitido              | 3 de agosto  | Goianésia 0–0 Serrano-BA        | 4ª  | 4º (Gr. A4) | Nivaldo Lancuna               | [ 61 ] [ 62 ] |
| Foz do Iguaçu | Claudemir Sturion             | Demitido              | 5 de agosto  | Lajeadense 3–0 Foz do Iguaçu    | 4ª  | 5º (Gr. A8) | Ivan Carlos Alves             | [ 63 ]        |
| Metropolitano | Pingo                         | Demitido              | 9 de agosto  | Foz do Iguaçu 2–0 Metropolitano | 5ª  | 4º (Gr. A8) | Cesar Paulista                | [ 64 ] [ 65 ] |
| Serra Talhada | Cícero Monteiro               | Resignado             | 9 de agosto  | Serra Talhada 0–2 Coruripe      | 5ª  | 4º (Gr. A3) | Alexandre Lima                | [ 66 ] [ 67 ] |
| Nacional-AM   | Aderbal Lana                  | Demitido              | 11 de agosto | Nacional-AM 0–1 Remo            | 5ª  | 3º (Gr. A1) | Paulo Morgado                 | [ 68 ] [ 69 ] |
| Guarani-CE    | Carlos Octávio                | Licenciado            | 11 de agosto | Guarani-CE 0–0 Imperatriz       | 5ª  | 5º (Gr. A2) | Marcinho Guerreiro (interino) | [ 70 ]        |
| Náutico-RR    | Serginho Góis                 | Remanejado            | 12 de agosto | Náutico-RR 0–0 Rio Branco-AC    | 5ª  | 5º (Gr. A1) | Marcelo Pereira               | [ 71 ]        |
| Treze         | Luiz Carlos Mendes            | Demitido              | 14 de agosto | Treze 0–0 Central               | 5ª  | 3º (Gr. A4) | Humberto Santos               | [ 72 ]        |
| Caldense      | Eugênio Souza                 | Demitido              | 17 de agosto | Caldense 1–2 Comercial-MS       | 6ª  | 2º (Gr. A5) | Gian Rodrigues                | [ 73 ]        |
| Rio Branco-AC | Nei Gaúcho                    | Demitido              | 18 de agosto | Vilhena 2–2 Rio Branco-AC       | 6ª  | 2º (Gr. A1) | Edson Júnior                  | [ 74 ]        |
| Santos-AP     | José Minga                    | Licenciado            | 20 de agosto | Macapá 1–0 Santos-AP[CAp]       | 6ª  | 4º (Gr. A2) | Luciano Marba (interino)      | [ 75 ] [ 76 ] |
| Guarani-CE    | Marcinho Guerreiro (interino) | Resignado             | 28 de agosto | Imperatriz 3–2 Guarani-CE       | 7ª  | 5º (Gr. A2) | Neto Santana (interino)       | [ 77 ] [ 78 ] |
| Volta Redonda | Leandro Niehues               | Demitido              | 30 de agosto | Volta Redonda 0–1 Metropolitano | 8ª  | 4º (Gr. A8) | Cuca                          | [ 79 ]        |
| Goianésia     | Nivaldo Lancuna               | Contratado pelo Altos | 31 de agosto | Treze 1–0 Goianésia             | 8ª  | 4º (Gr. A4) | Marcelo Froeder (interino)    | [ 80 ] [ 81 ] |

- CAp ^  Partida válida pelo Campeonato Amapaense.

## Classificação geral
A classificação geral dá prioridade ao clube que avançou mais fases, e ao campeão, mesmo que tenha menor pontuação.
| Pos | Times               | Pts | J  | V | E | D | GP | GC | SG  | Classificação                                            |
| --- | ------------------- | --- | -- | - | - | - | -- | -- | --- | -------------------------------------------------------- |
| 1   | Botafogo-SP         | 28  | 16 | 7 | 7 | 2 | 20 | 9  | +11 | Promovidos à Série C em 2016 e finalistas                |
| 2   | River-PI            | 27  | 16 | 7 | 6 | 3 | 20 | 11 | +9  | Promovidos à Série C em 2016 e finalistas                |
| 3   | Remo                | 27  | 14 | 8 | 3 | 3 | 21 | 9  | +12 | Promovidos à Série C em 2016 e eliminados nas semifinais |
| 4   | Ypiranga de Erechim | 27  | 14 | 8 | 3 | 3 | 15 | 7  | +8  | Promovidos à Série C em 2016 e eliminados nas semifinais |
| 5   | São Caetano         | 23  | 12 | 7 | 2 | 3 | 26 | 8  | +18 | Eliminados nas quartas de final                          |
| 6   | Lajeadense          | 22  | 12 | 6 | 4 | 2 | 18 | 14 | +4  | Eliminados nas quartas de final                          |
| 7   | Caldense            | 20  | 12 | 5 | 5 | 2 | 12 | 7  | +5  | Eliminados nas quartas de final                          |
| 8   | Operário-PR         | 19  | 12 | 6 | 1 | 5 | 13 | 13 | 0   | Eliminados nas quartas de final                          |
| 9   | CRAC                | 21  | 10 | 6 | 3 | 1 | 8  | 4  | +4  | Eliminados nas oitavas de final                          |
| 10  | Estanciano          | 18  | 10 | 6 | 0 | 4 | 16 | 15 | +1  | Eliminados nas oitavas de final                          |
| 11  | Rio Branco-ES       | 18  | 10 | 5 | 3 | 2 | 13 | 9  | +4  | Eliminados nas oitavas de final                          |
| 12  | Campinense          | 17  | 10 | 5 | 2 | 3 | 11 | 6  | +5  | Eliminados nas oitavas de final                          |
| 13  | Palmas              | 17  | 10 | 5 | 2 | 3 | 8  | 7  | +1  | Eliminados nas oitavas de final                          |
| 14  | Central             | 16  | 10 | 5 | 1 | 4 | 12 | 11 | +1  | Eliminados nas oitavas de final                          |
| 15  | Coruripe            | 16  | 10 | 4 | 4 | 2 | 16 | 13 | +3  | Eliminados nas oitavas de final                          |
| 16  | Rio Branco-AC       | 15  | 10 | 4 | 3 | 3 | 10 | 10 | 0   | Eliminados nas oitavas de final                          |
| 17  | Treze               | 15  | 8  | 4 | 3 | 1 | 11 | 5  | +6  | Eliminados na primeira fase                              |
| 18  | Aparecidense        | 13  | 8  | 3 | 4 | 1 | 9  | 5  | +4  | Eliminados na primeira fase                              |
| 19  | Gama                | 13  | 8  | 3 | 4 | 1 | 9  | 6  | +3  | Eliminados na primeira fase                              |
| 20  | Volta Redonda       | 9   | 8  | 3 | 0 | 5 | 10 | 14 | –4  | Eliminados na primeira fase                              |
| 21  | Resende             | 9   | 8  | 2 | 3 | 3 | 9  | 10 | –1  | Eliminados na primeira fase                              |
| 22  | Colo Colo           | 81  | 8  | 3 | 2 | 3 | 9  | 12 | –3  | Eliminados na primeira fase                              |
| 23  | Imperatriz          | 8   | 8  | 2 | 2 | 4 | 11 | 11 | 0   | Eliminados na primeira fase                              |
| 24  | Nacional-AM         | 8   | 8  | 2 | 2 | 4 | 10 | 12 | –2  | Eliminados na primeira fase                              |
| 25  | Serra Talhada       | 8   | 8  | 2 | 2 | 4 | 7  | 9  | –2  | Eliminados na primeira fase                              |
| 26  | Red Bull Brasil     | 8   | 8  | 2 | 2 | 4 | 5  | 8  | –3  | Eliminados na primeira fase                              |
| 27  | Metropolitano       | 8   | 8  | 2 | 2 | 4 | 8  | 12 | –4  | Eliminados na primeira fase                              |
| 28  | Globo               | 8   | 8  | 2 | 2 | 4 | 5  | 10 | –5  | Eliminados na primeira fase                              |
| 29  | Santos-AP           | 72  | 8  | 3 | 1 | 4 | 8  | 11 | –3  | Eliminados na primeira fase                              |
| 30  | Duque de Caxias     | 7   | 8  | 2 | 1 | 5 | 10 | 11 | –1  | Eliminados na primeira fase                              |
| 31  | Inter de Lages      | 7   | 8  | 2 | 1 | 5 | 6  | 9  | –3  | Eliminados na primeira fase                              |
| 32  | Comercial-MS        | 7   | 8  | 2 | 1 | 5 | 6  | 10 | –4  | Eliminados na primeira fase                              |
| 33  | Vilhena             | 6   | 8  | 1 | 3 | 4 | 8  | 14 | –6  | Eliminados na primeira fase                              |
| 34  | Goianésia           | 5   | 8  | 1 | 2 | 5 | 3  | 10 | –7  | Eliminados na primeira fase                              |
| 35  | Serrano-BA          | 5   | 8  | 1 | 2 | 5 | 6  | 14 | –8  | Eliminados na primeira fase                              |
| 36  | Foz do Iguaçu       | 5   | 8  | 1 | 2 | 5 | 10 | 21 | –11 | Eliminados na primeira fase                              |
| 37  | Guarani de Juazeiro | 5   | 8  | 0 | 5 | 3 | 4  | 9  | –5  | Eliminados na primeira fase                              |
| 38  | Náutico-RR          | 43  | 8  | 2 | 2 | 4 | 8  | 12 | –4  | Eliminados na primeira fase                              |
| 39  | Operário VG         | 4   | 8  | 1 | 1 | 6 | 7  | 16 | –9  | Eliminados na primeira fase                              |
| 40  | Villa Nova          | 3   | 8  | 1 | 0 | 7 | 9  | 23 | –14 | Eliminados na primeira fase                              |

1O Colo Colo foi punido pelo STJD com a perda de três pontos por escalação de jogadores irregulares.
2O Santos-AP foi punido pelo STJD com a perda de três pontos por escalação de jogadores irregulares.
3O Náutico-RR foi punido pelo STJD com a perda de quatro pontos por escalação de jogadores irregulares.